# Geschichte der Stadt Rodewisch
|                                                             | Die Kegel im Rodewischer Wappen erinnern an zahlreiche Kegelvereine im Ort. Die rote Farbe erinnert an den roten Wisch aus der Stadtsage. Seit spätestens 1859 wird zur örtlichen Kirmes der Rote Wisch ausgekegelt. |                                                                                  |
| Heiliges Römisches Reich ( Kursachsen)                      | 1411 | erste urkundliche Erwähnung Rodewischs im Urkundbuch der Vögte als Redewisch     |
| Heiliges Römisches Reich ( Kursachsen)                      | ab 1450 | erste Erwähnungen eines Gutes „Gölcz“ oder „Villa Golsch“                        |
| Heiliges Römisches Reich ( Kursachsen)                      | 1450 und 1473 | erste Erwähnung Niederauerbachs und des Eisenhammers                             |
| Heiliges Römisches Reich ( Kursachsen)                      | 1603 | Privilegierung des Niederauerbacher Messingwerkes                                |
| Deutscher Bund ( Kgr. Sachsen/ Kgr. Sachsen)                | |                                                                                  |
| 1856                                                        | Gründung der Schmidtschen Brauerei |                                                                                  |
| 1856                                                        | 9. Februar Vereinigung von Ober- und Unter- göltzsch sowie Niederauerbach |                                                                                  |
| Deutsches Reich ( Kgr. Sachsen)                             | 1875 | Bahnanschluss der Stadt                                                          |
| Deutsches Reich ( Kgr. Sachsen)                             | 1893 | Einweihung der Rodewischer Krankenhäuser Unter- und Obergöltzsch                 |
| Deutsches Reich ( Kgr. Sachsen)                             | 1910 | Einweihung der Rodewischer Krankenhäuser Unter- und Obergöltzsch                 |
| Deutsches Reich ( Kgr. Sachsen)                             | 1913 | Einwohnerzahl überschreitet 10.000                                               |
| Weimarer Republik und Drittes Reich (Freistaat/Gau Sachsen) | 1924 | 8. Mai Rodewisch erhält das Stadtrecht                                           |
| Weimarer Republik und Drittes Reich (Freistaat/Gau Sachsen) | 1926 | 26. Februar Liquidation des Messingwerkes                                        |
| Weimarer Republik und Drittes Reich (Freistaat/Gau Sachsen) | 1930 | Einweihung der Pestalozzischule                                                  |
| Weimarer Republik und Drittes Reich (Freistaat/Gau Sachsen) | 1945 | 6. Mai Kriegsende in Rodewisch                                                   |
| Weimarer Republik und Drittes Reich (Freistaat/Gau Sachsen) | 1945 | US-amerikanische und sowjetische Besatzung                                       |
| DDR (Land Sachsen/ Bezirk Karl-Marx-Stadt)                  | 1957 | 8. / 13. Oktober Sputnik 1 wird in Rodewisch weltweit das erste Mal fotografiert |
| DDR (Land Sachsen/ Bezirk Karl-Marx-Stadt)                  | 1960 | höchste Einwohnerzahl                                                            |
| Sachsen Nach der Wiedervereinigung                          | 1992 | 1. März Eingemeindung von Rützengrün                                             |
| Sachsen Nach der Wiedervereinigung                          | 1994 | 1. Juli und Röthenbach                                                           |
| Sachsen Nach der Wiedervereinigung                          | 1997 | Rodewisch wird Mitglied im MZSV Göltzschtal                                      |
| Sachsen Nach der Wiedervereinigung                          | 2019 | letzte traditionelle Kirmes auf dem Anger                                        |

Die Geschichte der vogtländischen Stadt Rodewisch umfasst den Zeitraum seit der Ersterwähnung des Ortes im Jahr 1411 bis zur Gegenwart. Zunächst als Kollektivname für verschiedene Ortsansiedlungen bezeichnet, war der Große Marktflecken Rodewisch als größtes Dorf Sachsens später als Textilstandort bedeutend. Überregionale Beachtung erlangte auch das Messingwerk Niederauerbach und der Ort als Standort zweier Krankenhäuser. 1957 wurde der erste künstliche Erdtrabant Sputnik 1 in Rodewisch weltweit das erste Mal photographiert.

## Stadtname
Der Name der Stadt Rodewisch ist im Gegensatz zu denen der benachbarten Städte Auerbach/V., Falkenstein/V. und Lengenfeld/V. weltweit einzigartig. Die genaue Namensherkunft ist nicht bekannt. Ernst Eichler erläutert den Namen so: Die Endung –wisch deute auf Bündel Heu oder Stroh, Büschel, Wedel, Besen. Dies habe seit alters her als Flur- und Hoheitszeichen gegolten. Ein Zeichen dieser Art sei vermutlich beim Beginn der Rodungen aufgestellt gewesen. Daher der Beginn Rode-. Ein weiterer Erklärungsansatz geht davon aus, dass ein „Ratwig“ das Dorf gründete.
Der Ortsname ist erstmals 1411 im „Urkundbuch“ der Vögte von Weida, Gera und Plauen als Redewisch zu finden. Auch der benachbarte Ort Rebesgrün hieß in der Urkunde von 1411 Redewischgrune. Ob ein Zusammenhang besteht, ist unbelegt. Aus verschiedenen Urkunden sind Namensabwandlungen belegt:
- 1450: Radewichs
- 1455: Rodewiß
- 1530: Rodwisch
- 1537: Rodwusch
- 1560: (zum) Roebisch und Rowtsch
- 1584: Rudwisch
- 1791: Rodewisch, Rodewitz oder Rodthewisch

Aufgrund der Erbteilung zwischen Angehörigen derer von der Planitz wurde Rodewisch aufgeteilt und das Dorf wurde Obergöltzsch zugeordnet. Die drei Gerichtsbezirke waren unter dem Kollektivnamen Rodewisch bekannt, wurden aber bis 1849 nicht als eine Gemeinde geführt. 1839 hieß es von der Zwickauer Kreisdirektion: „Der Name Rodewisch hat keinen offiziellen Charakter!“. Am 9. Februar 1856 schlossen sich die drei Gerichtsbezirke zu einer „Gesamtgemeinde zu Rodewisch“ zusammen. Am 8. Mai 1924 erhielt Rodewisch das Stadtrecht; der Stadtname wurde folglich erweitert.
In der Wasserwehrsatzung der Stadt vom 18. Februar 2005 wurde die Stadt einmalig als Rodewisch/Vogtl. benannt. Dies ist in der Hauptsatzung so nicht festgeschrieben.

## Geteiltes Dorf – Rittergüter und Dorf Rodewisch
Im Jahr 1900 schrieb der damalige Stadtpfarrer Schönknecht: „Rodewisch, volkstümlich Ruewisch, ist eigentlich ein Sammelname für eine ganze Reihe von Ortsteilen und Ortsgruppen. In dem jetzigen, bebauten Zustande der Gemeinden lassen sich die Grenzen der einzelnen Bezirke schwer beschreiben“. Durch Stadtratsbeschluss nach der Wiedervereinigung 1856 wurden die alten Ortsteilbezeichnungen aufgehoben. Die bedeutendsten Ortsgruppen und die, aus denen die moderne Stadt Rodewisch gegründet wurde, sind Obergöltzsch, Untergöltzsch und Niederauerbach.

„Auch die Teile Rebesbrunn, Georgengrün, Ludwigsburg und Zeidelweide pflegt der alte Bürger bei der Angabe seines Wohnsitzes zu nennen, wiewohl hier schon eher der Sammelname Rodewisch gebraucht wird. Sind auch die Ortsbezeichnungen Obergöltzsch, Untergöltzsch und Niederauerbach geschwunden und haben sich dafür die Ausdrücke „Oberdorf“ für den Teil am Wernesbache, „Unterdorf“ für den Teil in der Nähe des Messingwerkes, der unterren Göltzsch entlang und das allerdings bei der jetzigen Generation mehr und mehr veraltenende „Schlehgasse“ für den Straßenzug und das Viertel der Auerbacher Straße entlang, eingebürgert, so hat doch das Grundbuch bis auf den heutigen Tag [Anm.: bis 1911] die Dreigliederung in Obergöltzsch, Untergöltzsch und Niederauerbach beibehalten.“

### Das Gut Göltzsch und Obergöltzsch

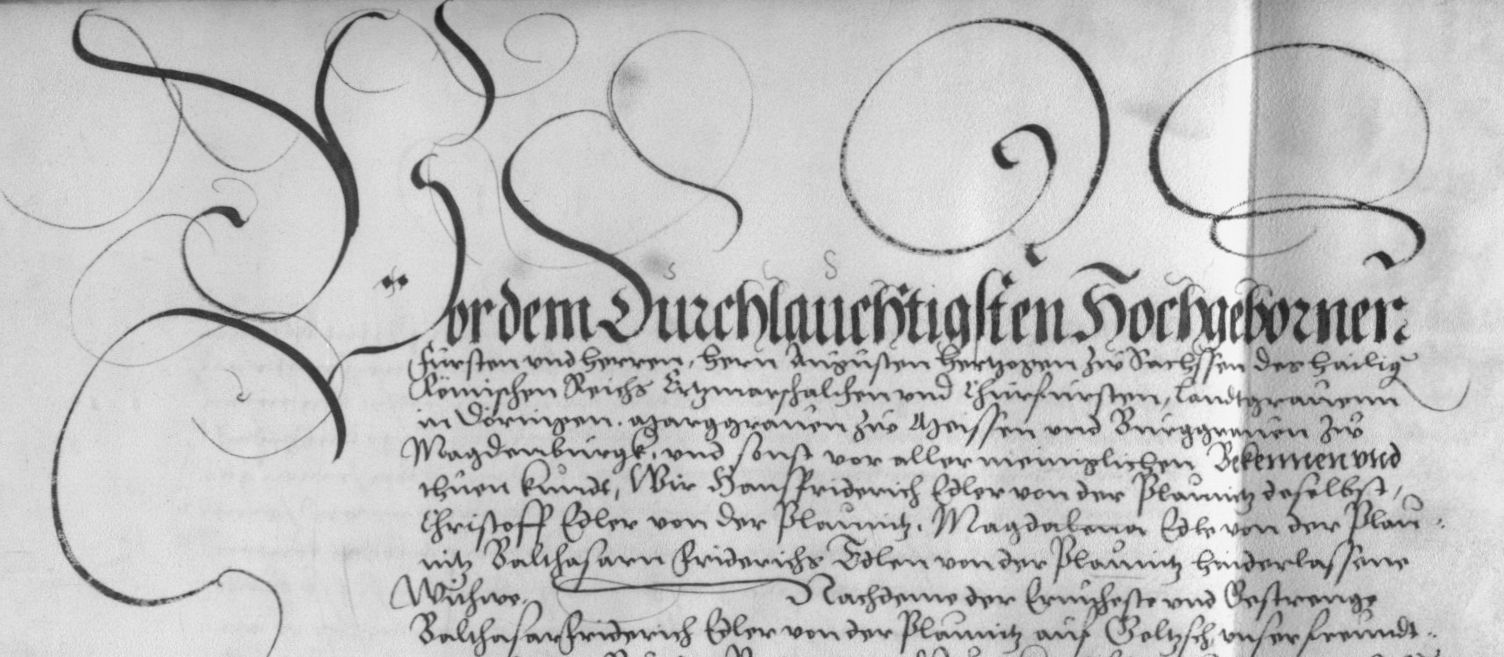
Balthasar Friedrich Edler von der Planitz verkauft 1563 einen großen Teil seiner Besitztümer

Die älteste Besiedlung ist auf einer hochwasserfreien Terrasse um die heutige St.-Petri-Kirche zu vermuten. Ursprünglich am Ortsrand lag die wohl im späten 13. Jahrhundert entstandene Wasserburg Göltzsch (das spätere Rittergut Obergöltzsch, die heutige sogenannte Schloßinsel). In ihr residierte im 16. Jahrhundert Balthasar Friedrich Edler von der Planitz. Er wurde durch den Verkauf eines Teils seiner Besitzungen, insbesondere großer Wälder bis an die böhmische Grenze sowie von Neustädtel, Stützengrün und Schönheide an den sächsischen Kurfürsten August im Jahr 1563 bekannt. Er starb im Jahr kurz vor Abschluss des Kaufvertrages, den sein Bruder Hans Friedrich und seine Witwe Magdalena geb. von Back zu Ende verhandelten und unterschrieben. Das Gutshaus, das bis zu seiner Schließung vor wenigen Jahren das Museum Göltzsch beheimatete, wurde nach dem 1644 erfolgten Verkauf des Guts an Joachim Freiherr von Beust gebaut. Der Verkauf wurde von Balthasar Friedrich von der Planitz getätigt, der das Gut von seinem kinderlos verstorbenen Bruder Sebastian geerbt hatte. Später kam das Gut über Rittmeister von Brandenstein zunächst in die Hände von Tuchhändlern und später in den Besitz der Gemeinde, die den verbliebenen Grund verpachtete. Im Bereich der ehemaligen Burg fanden 1937–1939 archäologische Grabungen unter der Leitung des späteren sächsischen Landeskonservators und Rodewischer Ehrenbürgers Hans Nadler statt. Die Ergebnisse dieser Grabung waren neben Erzeugnissen des Niederauerbacher Messingwerkes im 1951 eröffneten bereits erwähnten Museum zu besichtigen.

### Untergöltzsch

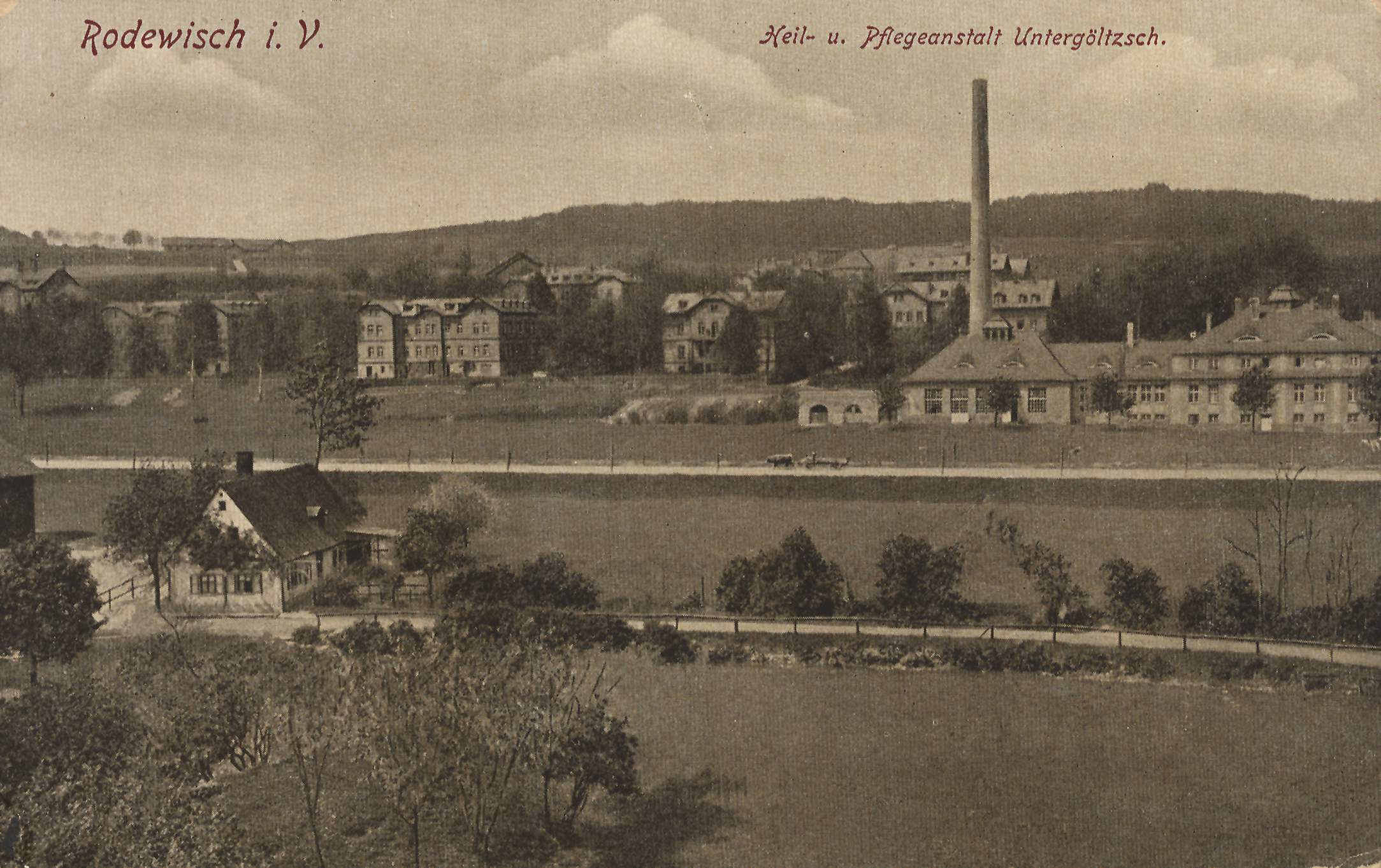
Heil- und Pflegeanstalt Rodewisch um 1900

Bereits 1542 wurde das Gut Goeltzsch Untertheil als zweites „Vorwergk“ aufgeführt. 1602 entstanden durch Erbteilung der Edlen von der Planitz drei Rittergüter Obergöltzsch, Untergöltzsch, Niederauerbach. Untergöltzsch wurde im Zuge der Erbteilung zum eigenen Rittergut und ist damit die jüngste der drei Rodewischer Herrschaften. Das Gut blieb im Gegensatz zum „Stammgut Obergötzsch“ bis 1856 in den Händen der Familie von der Planitz. Danach ging es an den Auerbacher Kaufmann Rother über. Er war durch eine „Fixbleiche“ zu Geld gekommen, die allerdings abbrannte, was zum Verkauf des Gutes schon 1862 führte. Der nächste Eigentümer war der spätere Rodewischer Friedensrichter Hermann Walz. Er verkaufte die 97 ha Land an den Staat.
Von 1889 bis 1893 entstand in Untergöltzsch die „Königlich Sächsische Landes-Heil- und Pflegeanstalt für Geisteskranke zu Untergöltzsch“. 550 Kranke konnten hier zunächst behandelt werden. Das Gut wurde renoviert und das Gebiet wieder auf 132 ha vergrößert. Im Ersten Weltkrieg wurden die Kranken in andere Anstalten verlegt und das Krankenhaus wurde zum Reservelazarett des 19. Sächsischen Armeekorps. Zeitweise mehr als 1000 Verwundete waren hier bis 1920 untergebracht. 1919 wurde die Heilanstalt wiedereröffnet. Auch im Zweiten Weltkrieg wurde die Anstalt als Lazarett genutzt. Nach dem Krieg wandelte sich das Gut in ein „Volksgut“. Auf dem Anstaltsfriedhof, der heute großteils als Schafsweide genutzt wird, findet sich noch heute ein Denkmal zu Ehren Gefallener. Die 1893 errichtete Anstaltskirche wird heute anderweitig genutzt.
Noch heute befindet sich auf dem Gebiet ein Krankenhaus für Neurologie mit über 400 Betten. Das umgangssprachlich Untergöltzsch genannte Krankenhaus war im Mai 1963 Tagungsort des 1. Internationalen Symposiums über Psychiatrische Rehabilitation.

### Niederauerbach

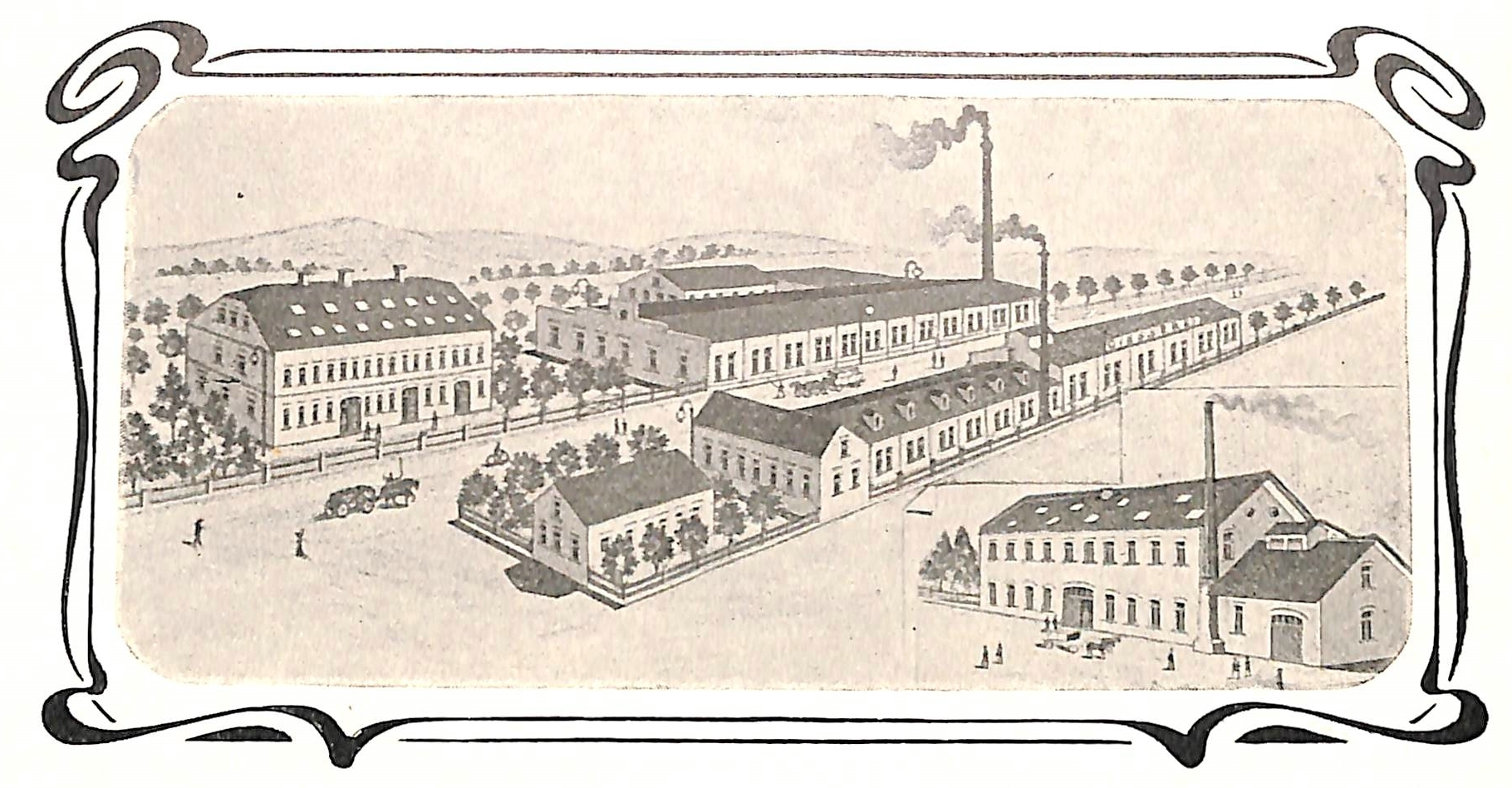
Das Messingwerk (um 1910)

1410 erhielt Landgraf Friedrich der Einfältige die Lehnsherrlichkeit über das Vogtland. Vogt Heinrich VI. von Plauen bat ihn darum einige Dörfer zum sogenannten Leibgedinge zu geben, was gewährt wurde. In der Aufzählung der Dörfer findet sich auch das Dorf „Urbach“. Später wurde das Dorf in Unterscheidung zur Burg Auerbach in Unterauerbach, später Niederauerbach, umbenannt. 1525 kam das Gut in den Besitz von Hans Edler von der Planitz. Gut, Dorf und das örtliche „Schmelz- und Pochwerk mit einem Hammer“ entstanden vermutlich miteinander verbunden. Die Lage an der Göltzsch, die zur Energiegewinnung genutzt wurde und die Nähe zu den Wäldern der Umgebung ermöglichte zunächst die Holzkohleproduktion. Der Eisenhammer wurde 1603 in ein Messingwerk umgewandelt. Nach dem Dreißigjährigen Krieg, der dem Werk vorübergehenden Niedergang bescherte, wurde durch den damaligen Besitzer das Privileg „auf ewige Zeit in ganz Sachsen die alleinige Messingherstellung“ zu besitzen, durchgesetzt. Das Werk bestand damals aus mindestens vier Betriebsteilen. 1924 wurde der Betrieb in Folge der Hyperinflation eingestellt, 1926 wurde die Firma liquidiert. Das Werk bestand über 450 Jahre. Messing wurde in Niederauerbach ungefähr 320 Jahre hergestellt.
Bis in die Nachwendezeit wurden am ehemaligen Standort unter dem Namen „Rodewischer Textilwerke AG“ (ROTEX) Teppich- und Baumwollgarne gefertigt. 1993 wurde der Gebäudekomplex abgebrochen. Am ehemaligen Standort erinnert nur noch ein Essenstumpf und eine Relieftafel an der Einfahrt zum heute auf dem Gelände befindlichen Hellweg an die Werkstradition. Gedenktafeln sind angebracht.
Das Stadtgut von Niederauerbach wurde in den letzten Kriegstagen 1945 durch amerikanischen Beschuss zerstört.
In Niederauerbach befand sich die 1856 gegründete Brauerei J.F. Schmidt. Sie stellte zu DDR-Zeiten den Betrieb ein und wurde 1992 abgebrochen. Von 1991 bis 1995 befand sich im Gut Niederauerbach ein Labor, das für viele Praxen und Krankenhäuser in der Umgebung Untersuchungen durchführte. 1995 wurde dafür ein Neubau gebaut, in dem das Labor bis 2011 weiterarbeitete. Heute befinden sich im Ortsteil Niederauerbach, der sich an der B 94 in Richtung Lengenfeld befindet, ein Komplex mit Einzelhandelsgeschäften und der Hellweg-Baumarkt. Aktive Industrie gibt es nicht mehr.

### Das Dorf Redewisch (1411–1924)
Das Dorf Redewisch wurde urkundlich erstmals 1411 erwähnt und ging vermutlich recht kurz danach im Gut (Ober-)Göltzsch auf. Nach der Erbteilung wurde es Obergöltzsch zugeschlagen. Kirchen- und Schulangelegenheiten liefen immer unter dem Namen Redewisch bzw. Rodewisch. Wahrscheinlich ist auch, dass die Rodewischer Dorfkirche, eine der Vorgänger der heutigen St.-Petri-Kirche, eine Rodewischer „Gesamtkirche“ war. Zeitweise war auch Wildenau nach Rodewisch eingepfarrt. Die alte Ortsbezeichnung Redewisch wurde lange Zeit fast ausschließlich für Kirchenzwecke benutzt. Mitte des 19. Jahrhunderts trug nur noch die alte „Rodewischer Spinnmühle“ am Wernesbach den Namen. 1839 stellte die Kreisdirektion Zwickau fest: „Der Name Rodewisch hat keinen offiziellen Charakter“. Die Gemeinde war in Obere, Mittlere und Untere Gemeinde gegliedert, die alle auch eigene Gerichtsbezirke waren. Dabei waren Gemeinde- und Gerichtsbezirk nicht deckungsgleich: So zählte der obere Gemeindebezirk etwa 200 Häuser, seine Gerichtsbarkeit 124 Häuser, zur Untergöltzscher gehörten 136 Häuser, der mittlere Teil umfasste 50 Häuser, von denen 34 der Untergöltzscher, 9 der Niederauerbacher und 7 der Obergöltzscher Gerichtsbarkeit unterstanden. 1844 wurde ein gemeinsamer Gemeindevorstand gewählt. Durch viele Einsprüche der Gutsbezirke und Gemeindemitglieder war der Zusammenschluss aber nur auf dem Papier erfolgt. Die einzelnen Gerichtsbezirke gehörten bis ins 19. Jahrhundert zum Amt Plauen.

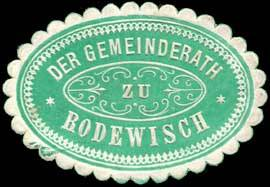
Siegelmarke des Gemeinderathes zu Rodewisch (zwischen 1850 und 1923)3 × 4 cm

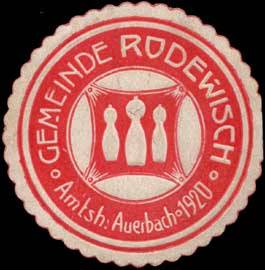
Siegelmarke von 1920 (4 × 4 cm)

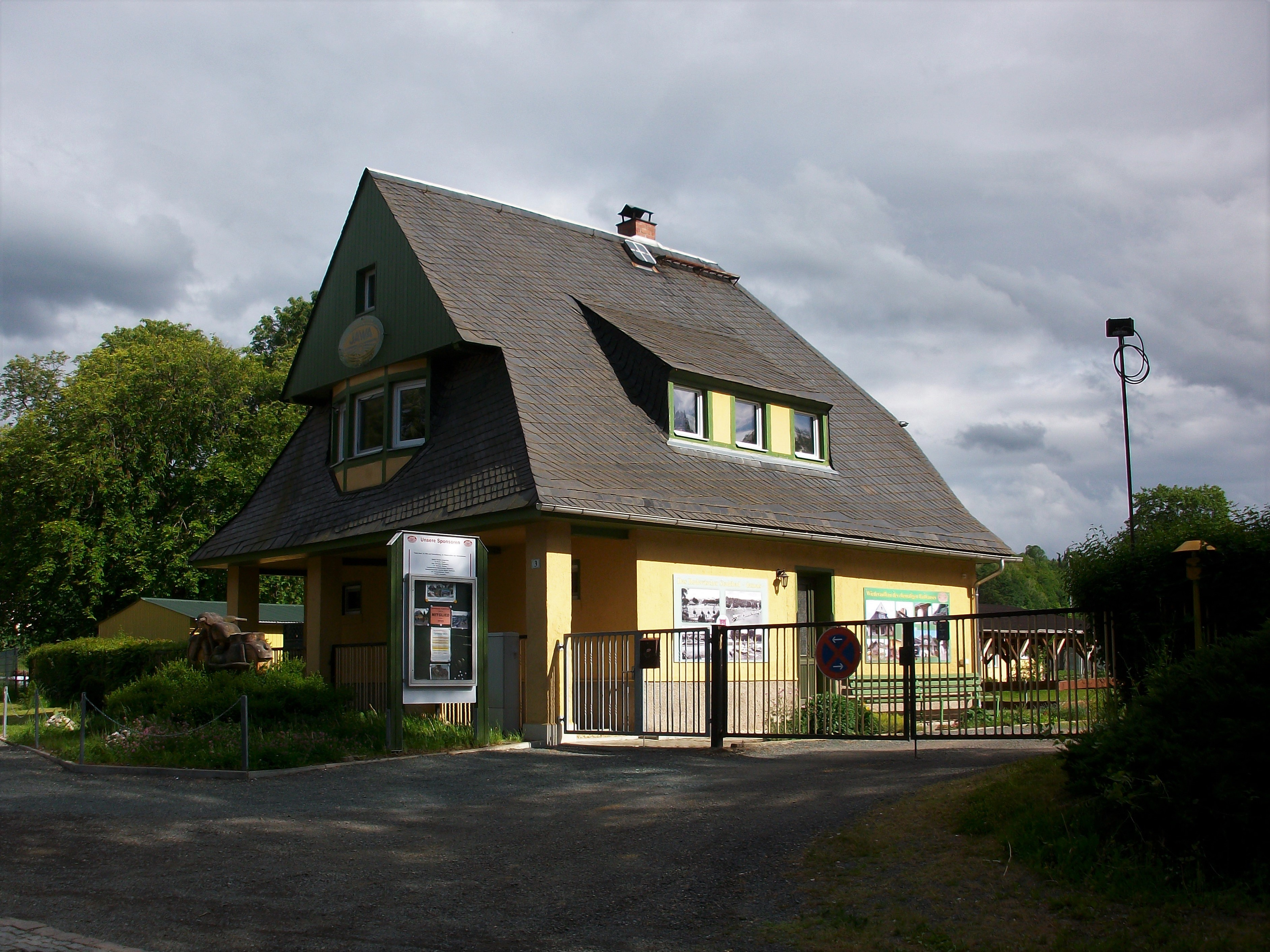
Eingangsgebäude des ehemaligen Rodewischer Strandbades

1813 wurde die Rodewischer Schützengesellschaft gegründet. Es ist die älteste Vereinsgründung, die für Rodewisch belegt ist. Von 65 Mitgliedern ausgehend, wuchs der Verein bis zu 144 Mitglieder an. Vereinshaus war zunächst das „Gasthaus zum Messingwerk“, in dem von 1856 an durch die Brauerei J. F. Schmidt auch Bier gebraut wurde. 1895 wurde das Gasthaus umbenannt in „Schützenhaus“. Noch heute befindet sich am selben Ort, direkt am heutigen Kreisverkehr auf der Uferstraße, eine Gaststätte. Jährlich wurde ein Schützenfest organisiert, das als „Niederauerbacher Kirmes“ bekannt war. Dabei wurden auf dem hinter dem Gasthaus befindlichen Hügel, dem sogenannten Schießberg, Schützenkönige gekürt. 1858 wurde der Männerchor „Orpheus“ als erster der später 5 großen Männergesangsvereine, in denen zu Hochzeiten über 300 Sänger aktiv waren, gegründet. 1859 gründeten 24 Soldaten den „Königlich Sächsischen Militärverein“, der ab 1879 zum Führen von Gewehren und Säbeln berechtigt war. Zudem wurden 1876 und 1888 Turnbruderschaften gegründet. 1877 wurde ein Verein der „Freiwilligen Feuerwehr“ gegründet.

Eine erste Wahl fand in den drei Rodewischer Gutsbezirken im April 1839 statt. Dagegen wurden allerdings Widersprüche laut, weil viele Wähler nicht im Bezirk ihres Gerichtsherren lebten (s. o.). 1844 kam es zu einer erneuten Wahl, in deren Folge der Advokat Theodor Blechschmidt zum Bürgermeister gewählt wurde. 1845 kam es schließlich zur Bildung des „Vereinigten Heimatbezirkes“, in dem sich die drei Gemeinden zusammenschlossen. Dieser war aber nur auf 10 Jahre als Probebetrieb ausgelegt. In dieser Zeit brachten die drei Gutsbezirke je nach wirtschaftlicher Stärke Geld ein: Untergöltzsch jährlich 10 Taler, Obergöltzsch 20, und Niederauerbach, wegen des Messingwerkes, 32 Taler. Im folgenden Jahr wurde der Bau eines zentralen Gemeindehauses beschlossen. Die drei Gutsbesitzer, die bis zur Aufhebung der Patrimonialgerichtsbarkeit 1855 allerdings an ihren Vorrechten festhalten wollten, behinderten dies. 1849 wurde die Gerichtsbarkeit vereinigt und am 9. Februar 1856 wurde der bisherige Sammelname „Rodewisch“ zum Name einer politischen Gemeinde. Die einzelnen Gerichtsbarkeiten wurden an den Staat übertragen. Die Dreigliederung wurde bis 1911 beibehalten, im Volksmund bürgerten sich hingegen die Bezeichnungen Ober- und Unterdorf ein, die bis heute bekannt sind. Das vereinigte Rodewisch hatte aber nach wie vor keinen Verwaltungssitz; auch die Gemeindevorstände verrichteten ihre Arbeit bis 1880 in ihren Privatwohnungen. Von da an bis 1921 war nun die alte Schule in der Ortsmitte Rathaus.

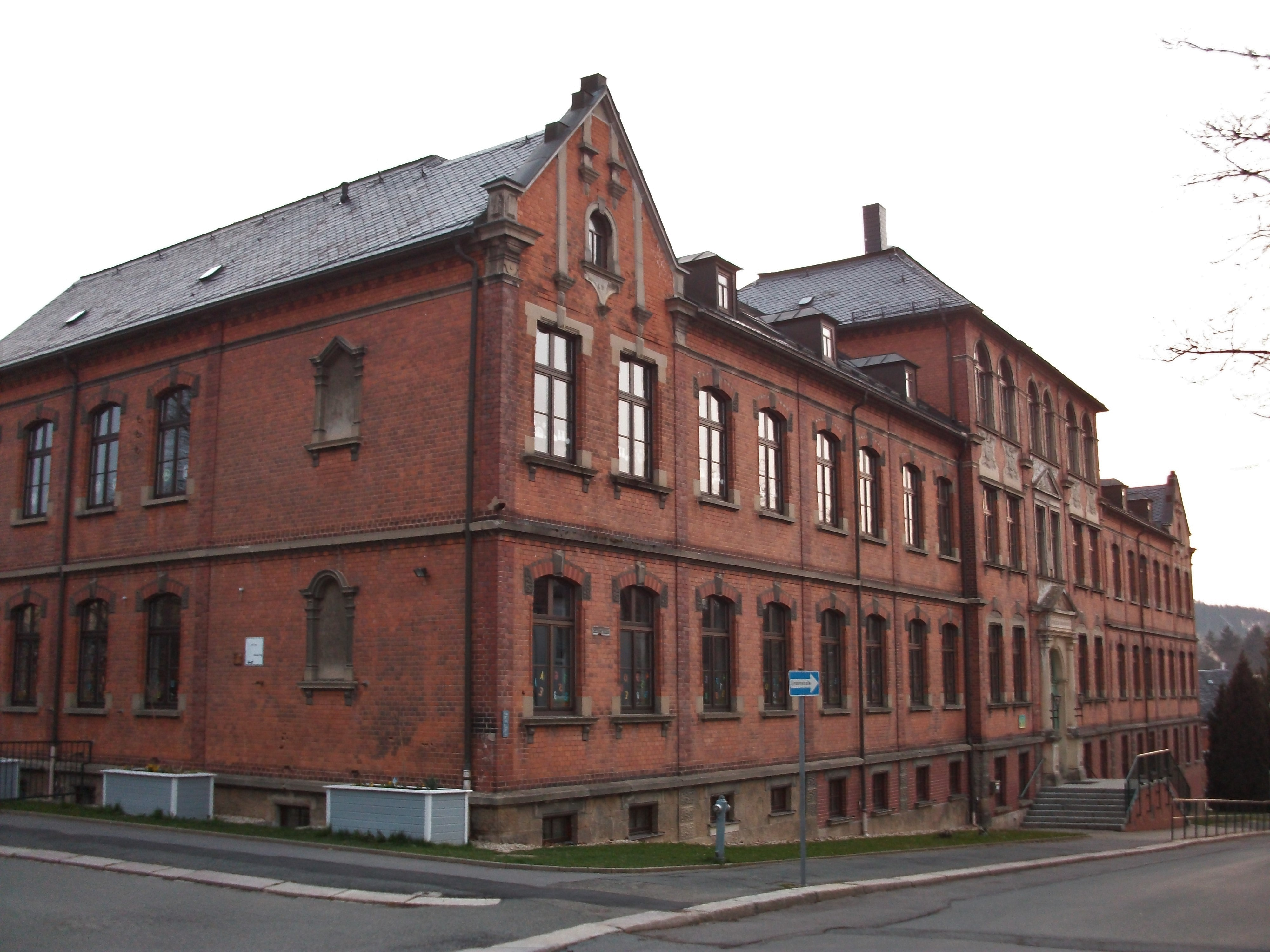
Friedrich-Schiller-Grundschule

Im Januar 1900 erreichte die Bevölkerungszahl Rodewischs 7.134. Rodewisch wurde zum „Großen Marktflecken“ und größtem Dorf in Sachsen. Im Kaiserreich wurde Rodewisch, wie viele Orte in Südwestsachsen vom Bauern-, Handwerker- und Agrardorf zum Industriestandort. Eine Vielzahl an Unternehmen zeugt davon. 1875 erhielt der Ort einen Bahnanschluss nach Zwickau und Oelsnitz/Vogtl. Im Zuge des Bevölkerungswachstums wurden auch Schulen gebaut. Beispielhaft für die Klinkerbauweise der Zeit ist die Rodewischer Schiller-Grundschule, die um 1905, dem 100. Todesjahr Friedrich von Schillers, gebaut wurde. Im Königreich Sachsen wurde 1874 die Amtshauptmannschaft Auerbach eingerichtet, zu der Rodewisch gehörte.
Am 4. Januar 1910 wurde Otto Pfeifer Rodewischer Gemeindevorstand. Otto Pfeifer machte sich in der Stadt einen Namen, da er bis 1924 darum kämpfte, dass Rodewisch zur eigenen Stadt wurde. Er begleitete den Bau des Rodewischer Strandbades, das von 1920 bis 1922 errichtet wurde. Mit 2.200 m² Wasserfläche und einem Sandstrand zu beiden Seiten des Schwimmbeckens war es einst sehr beliebt. Das Wasser lieferte die Pöltzsch. Ab 1910 wurde auf der Salzleithe oberhalb des Ritterguts Obergöltzsch ein Siechenheim, das heutige Krankenhaus Obergöltzsch, errichtet. 1913 wurde ein Kraftwagenhalle für zehn Omnibusse gebaut. Pfeifer war nach der Stadtrechtsverleihung erster Bürgermeister Rodewischs.

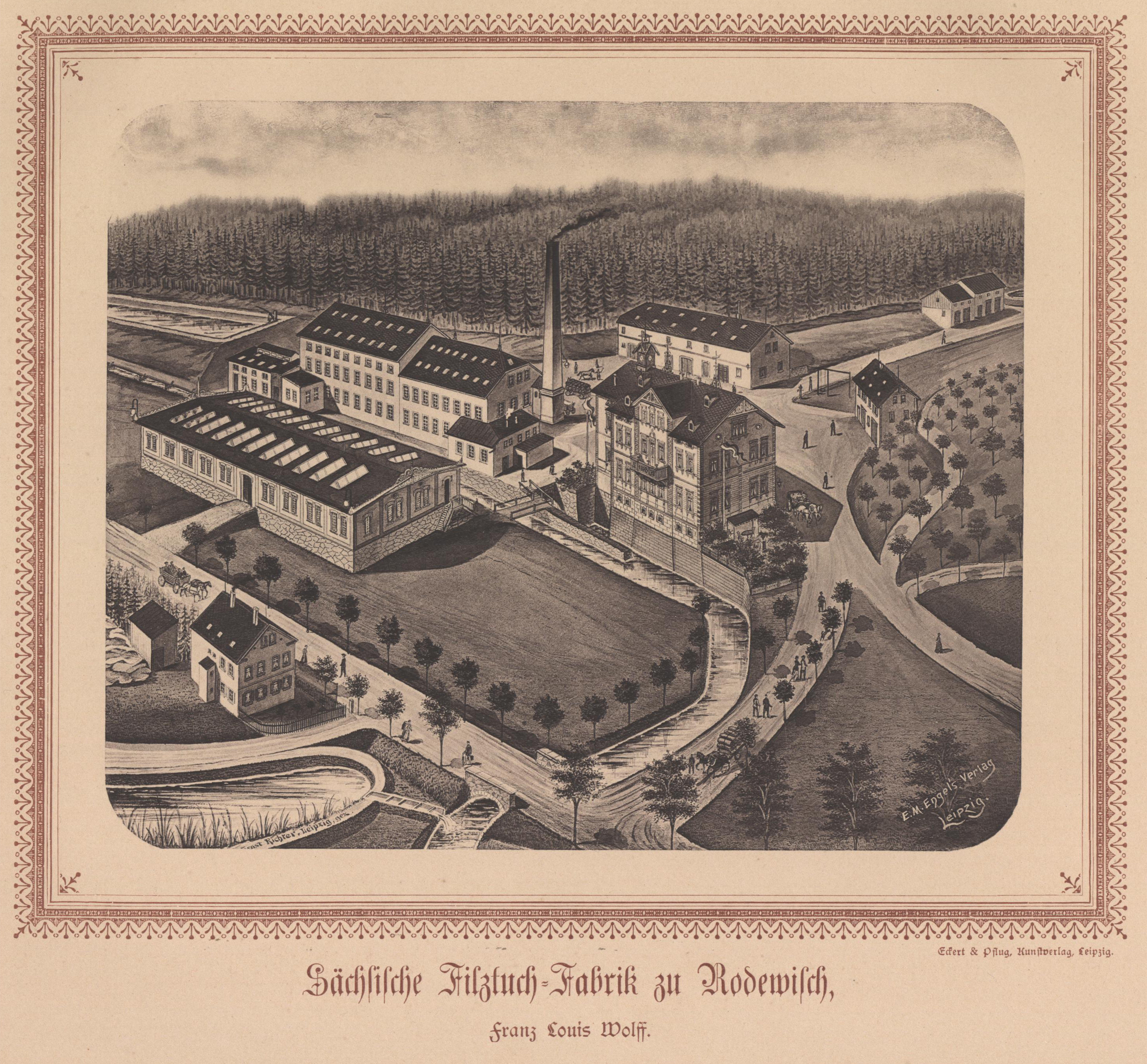
Die „Filztuchfabrik Franz Louis Wolff & Söhne“ in Rodewisch: 1903 Standort der größten Webstühle Europas (Bild 1892)

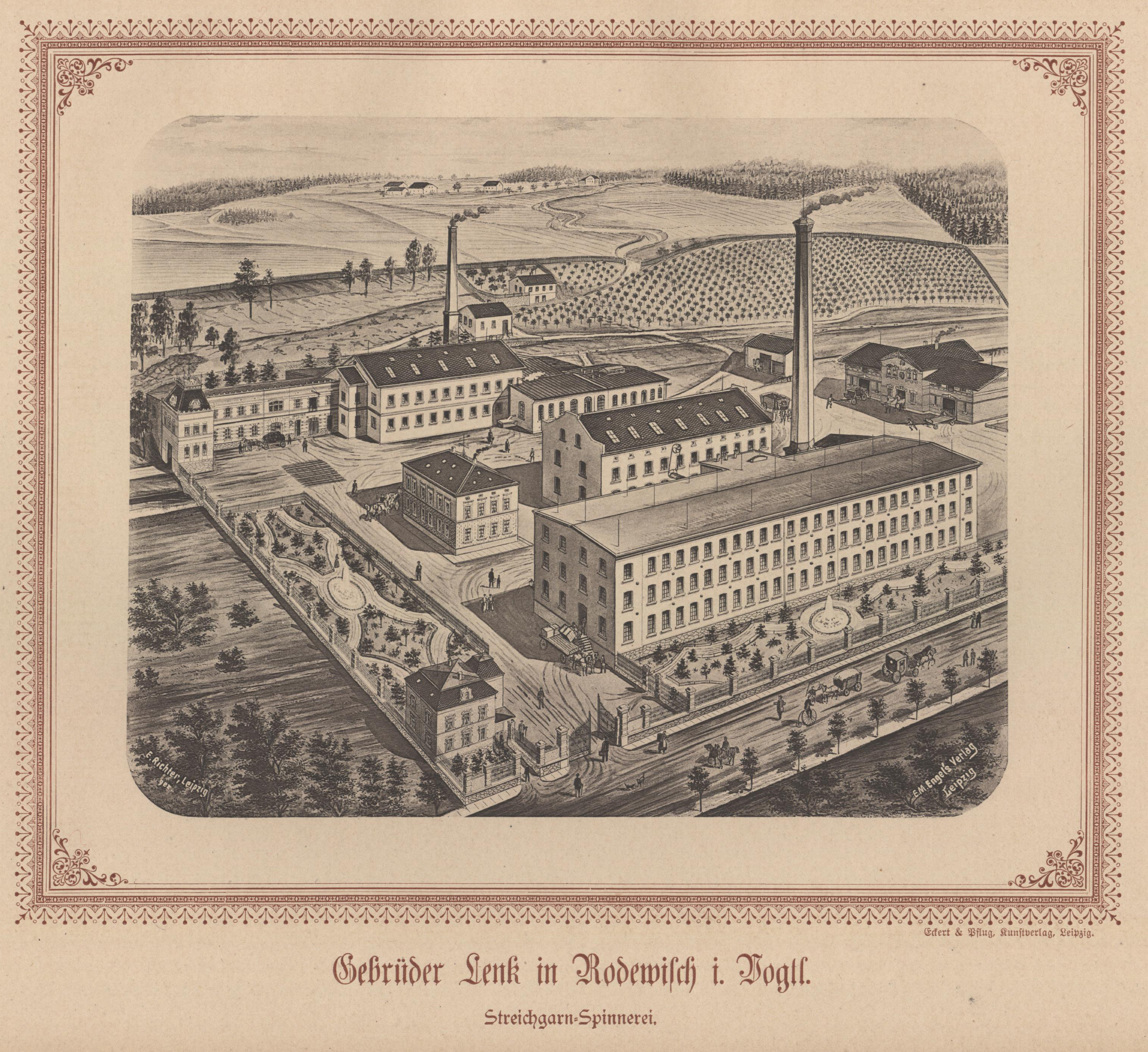
Streichgarn-Spinnerei „Gebrüder Lenk in Rodewisch i. Vogtl.“ (Bild 1892) – damals mit 200 Arbeitern an 12.000 Spindeln Großarbeitgeber mit Absatz in „Deutschland, Oesterreich, Rußland, Frankreich und Amerika“

### Die Industrie in Rodewisch
Der Aufstieg Rodewischs vom kleinen zerstückelten Bauerndorf zum größten Dorf Sachsens ist eng mit der wirtschaftlichen Entwicklung des südwestsächsischen Raumes verbunden. Besonders die Textilindustrie war in Rodewisch stark vertreten. Am 6. Juni 1893 wurde in Untergöltzsch erstmals elektrisches Licht eingesetzt. Ab 1909 gab es ein gemeindeeigenes Elektrizitätswerk mit zwei Dampfmaschinen.
Auf dem Weg vom Agrardorf zur heutigen modernen Gesellschaft ist die Entwicklung der Infrastruktur unumgänglich. Dazu zählen neben den Straßen auch Wasser und Elektrizität. Wasser wurde schon lange als Energielieferant, aber auch in der Landwirtschaft genutzt. Das Verfügen über einen kleinen Bach oder eine Pumpe war wichtig. Über die Wasserversorgung wurde auch in Rodewisch früher oft (gerichtlich) gestritten. Nachdem zunächst Ziehbrunnen installiert wurden, wurde später mit Handbrunnen gearbeitet, die ein Verdecken des Brunnenloches ermöglichte. Diese noch heute genutzten Brunnen wurden in Rodewisch Pflumpf genannt. An einer zentralen Wasserversorgung wurde für Rodewisch bis 1906 gearbeitet. Noch heute ziehen sich Leitungen durch den Wald am Steinberg in Richtung Rodewisch. Mit der verbesserten Wasserversorgung entstand ein Abwasserproblem, das dazu führte, dass die Göltzsch bei geringer Wasserführung zur Kloake wurde. Tatsächlich wurde zwar ab 1919 begonnen, die Rodewischer Straßen zu kanalisieren, aber ein zentrales Abwassersystem wurde erst zu DDR-Zeiten eingerichtet. 1974 wurde die Rodewischer Kläranlage gebaut.
Über Jahrtausende war (außer Feuer) keine andere Möglichkeit bekannt, auch in der Nacht Licht zu erzeugen. Mit dem Aufkommen des elektrischen Lichtes änderte sich das. Am 6. Juni 1893 wurde in der Anstalt Untergöltzsch erstmals elektrisches Licht eingesetzt. Ein leistungsstarker Generator ermöglichte das. Ab 1909 entstand ein gemeindeeigenes Elektrizitätswerk am Mühlgraben (in der Nähe der heutigen Feuerwehr). Daher stammt der bis heute geläufige Name „Am Graben“. Im Elektrizitätswerk arbeiteten zwei Dampfmaschinen, die den Antrieb erzeugten und eine Dampfturbine, die den Strom erzeugte. Zudem wurden drei Transformatoren genutzt. Mit Hilfe der Maschinen versorgten 17 Mitarbeiter Rodewisch und 13 umliegende Gemeinden mit bis zu 2.739 kWh pro Jahr. 1923 wurde die Stromerzeugung zeitweise eingestellt und nur noch zur Spitzendeckung aufgenommen. Mit dem Rodewischer „Elk-Werk“ wurden Gasmotoren überflüssig und die Industrialisierung wurde weiter beschleunigt. Mit dem wirtschaftlichen Aufschwung in der noch jungen Einheitsgemeinde kam 1898 durch Wäschefabrikant Friedrich von Lom das erste Automobil nach Rodewisch. Von Automobil und Besitzer existiert ein Bilddokument.

## Rodewisch wird zur Stadt

### In der Weimarer Republik (1924–1933)
Am 8. Mai 1924, am selben Tag wie Planitz, erhielt Rodewisch das Stadtrecht.
Rodewisch hatte damals 10.417 Einwohner. Bis zum Beginn des Zweiten Weltkrieges wuchs die Rodewischer Bevölkerung weiter an. 1933 überschritt die Einwohnerzahl die Schwelle von 11.000. 1925 erhielt Rodewisch sein Wappen, das 2018 einmal geändert wurde. Rodewischer arbeiteten in fünfzehn Großbetrieben, die je bis zu 400 Angestellte ernährten. Zudem hatten 61 Mittelbetriebe (bis 50 Angestellte) und 501 Kleinbetriebe (bis 10 Angestellte) die Wirtschaftskrise ab 1923, der unter anderem das große Messingwerk zum Opfer gefallen war, überlebt bzw. wurden seitdem neu gegründet. Die Zeit der Weimarer Republik war auch politisch in Rodewisch eine Zeit der Unsicherheit. 1921 wurde ein Sprengstoffattentat auf das alte Rathaus, in dem sich damals auch die Sparkasse befand, verübt. Das Rathaus, das sich am heutigen Standort des „Haus[es] am Gesundbrunnen“ befand, wurde dabei so stark beschädigt, das es nicht weiter genutzt werden konnte. Für den Anschlag wurden Kommunisten um Max Hoelz verantwortlich gemacht. Die Kommunisten waren in dieser Zeit besonders in Falkenstein aktiv. 1929 wurde ein Brandanschlag auf die Rodewischer Stadtkirche verübt, der weitgehend missglückte, jedoch ldie Stiftungstafel vollständig und ein Kruzifix von 1669 teilweise zerstörte. Auch hierfür wurden Kommunisten verantwortlich gemacht. Beide Anschläge wurden jedoch nie abschließend aufgeklärt. In den 1920er Jahren wurden auch die Bachmauern von Göltzsch und Wernesbach gebaut.
| Jahr | KPD | SPD | Bürger- liste | wirtschaftliche Vereinigung | DVP | DDP | Demokratische Partei |
| ---- | --- | --- | ------------- | --------------------------- | --- | --- | -------------------- |
| 1924 | 4   | 4   | 4             | 4                           | -   | -   | 1                    |
| 1925 | 6   | 2   | -             | 4                           | 3   | 2   | -                    |
| 1928 | 4   | 4   | 4             | 4                           | -   | -   | 1                    |

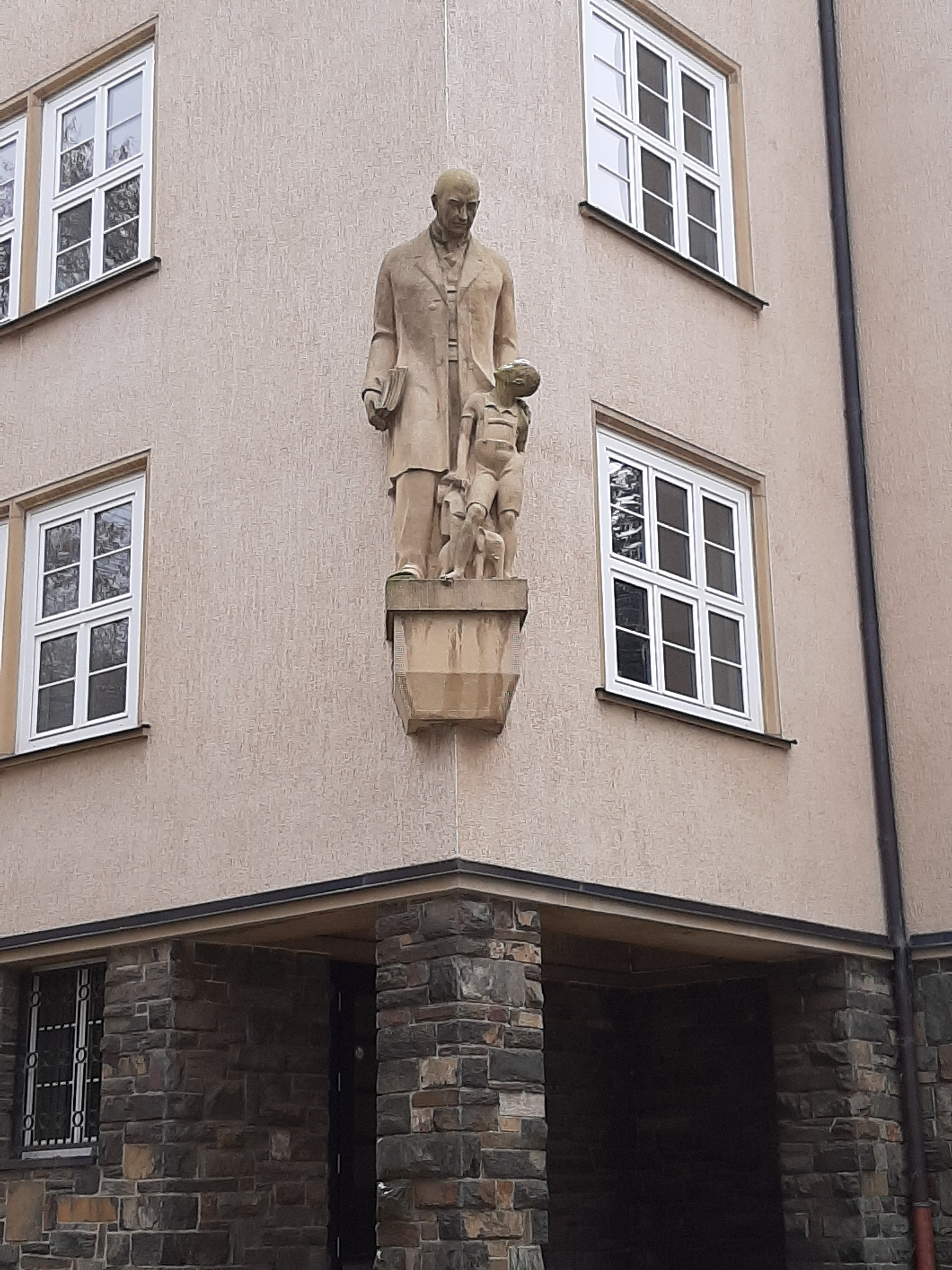
Bürgermeister Otto Pfeifer an der Fassade des Johann-Heinrich-Pestalozzi Gymnasiums

Bürgermeister Otto Pfeifer war auch in der Zeit der Weimarer Republik sehr aktiv. Nahezu jede Woche war er zwischen 1924 und 1927 in Dresden um Fördergelder heran zu holen. Im Innenministerium war bekannt: „Wenn Pfeifer vorn hinausgeht, kommt er hinten garantiert wieder herein!“.
In der Amtszeit des Bürgermeisters Pfeifer entwickelte sich das Ortsbild von Rodewisch rasch weiter. Dabei entstanden zwischen 1924 und 1929 ein Sportplatz und der Stadtpark mit 3,8 ha Fläche. Bis 1930 nahm auch der Wohnungsbau erheblich zu, es kam in diesem Zeitabschnitt zur Errichtung ganzer Straßenzüge mit Siedlungscharakter. Hier sind die Beamten- und Gendarmeriesiedlung, die Frontkämpfer-, Klein-, Kinderreichen- (Häuser beim Kindergarten Zwergenland) und Stammarbeitersiedlung (heutige Otto-Pfeifer-Straße) aufzuzählen. Mit wachsender Einwohnerzahl ergab sich der unabwendbare Bedarf nach erweiterter öffentlicher Infrastruktur. Auf Basis der Entwürfe von Paul Beckert aus Lichtenstein wurde von 1928 bis 1930 die Pestalozzischule erbaut. Rodewisch erhielt im Verlaufe eines Jahrzehnts einen städtischen Charakter.
Weiterhin entstand unter Pfeifer ab 1932 die Stadtrandsiedlung, die heute mit dem Namen Randsiedlung bekannt ist. Das gesamte städtische Straßennetz mit etwa 20 km Länge wurde in dieser Zeit asphaltiert, Grabungen am ehemaligen Rittergut Göltzsch fanden 1937/38 statt. Besonders viele Fördergelder wurden genutzt, um den Rodewischer Stadtpark zu verschönern. An der heutigen Schloßstraße gab es ein 20 m × 20 m großes Beet, das je nach Anlass mit Landes- oder Stadtwappen oder bspw. den olympischen Ringen bepflanzt wurde, Azaleen und Rhododendren blühten, auf den Bachmauern wurden Hängerosen gepflanzt. Am Gondelteich selbst wurden Trauerweiden gepflanzt. Wegen der Schönheit des Parkes wurde Rodewisch „Klein Bad Elster“ genannt, ohne jedoch Kurort zu sein. 1926 erhielt Rodewisch eine stadteigene Gärtnerei. 1930 wurde die Pestalozzi-Schule eingeweiht. An der Fassade ist Otto Pfeifer gemeinsam mit einem Schulkind in Stein gehauen. Bis zur Enthüllung dachte man, es sollte Pestalozzi sein.
| Wahl                          | KPD  | SPD  | NSDAP |
| ----------------------------- | ---- | ---- | ----- |
| Landtagswahl Juni 1930        | 0705 | 0786 | 1149  |
| Reichstagswahl September 1930 | 1410 | 0907 | 1519  |
| Reichstagswahl 5. März 1933   | 0?   | 0?   | 4058  |

Bei der Wahl im März 1933 erreichte die NSDAP in Rodewisch die absolute Mehrheit der Stimmen. Bis Januar 1933 wurden 125 Rodewischer NSDAP-Mitglied. Kurz darauf waren es bereits 65 mehr.

### Nationalsozialismus (1933–1945)
Da sich Bürgermeister Otto Pfeifer nie parteilich gebunden hatte und sich auch 1933 nicht an die NSDAP binden wollte, wurde ihm der Ortsgruppenleiter der NSDAP als Stellvertreter zur Seite gestellt. Als es Differenzen zwischen den beiden Stadtoberhäuptern gab, wurde Pfeifer kurzzeitig entlassen, durch Beschluss des Auerbacher Amtshauptmanns kurze Zeit später aber wieder eingesetzt. Der Stadtrat wurde wie das gesamte Land gleichgeschaltet. Otto Pfeifer starb 1942 an einem Gallen-Leber-Leiden in Karlsbad. Interims-Nachfolger wurde sein bisheriger Stellvertreter Grimm. Als dieser 1944 jedoch zum Kriegsdienst verpflichtet wurde, wurde Dr. Epperlein, der zweite Stellvertreter Pfeifers, bis Kriegsende Interimsbürgermeister. Die ehemalige Hemdenfabrik an der Auerbacher Straße, die 2008 zugunsten des Netto-Marktes abgerissen wurde, wurde zum sogenannten „Braunen Haus“. Die Ortsgruppe der NSDAP und deren Parteiorganisationen bekamen einen Platz für Schulungen und Treffen. 1939 wurde die Amtshauptmannschaft Auerbach in Landkreis Auerbach umbenannt wurde.
Schon bald nach dem Kriegsbeginn 1939 fehlten in Rodewisch erste Lehrer in der neu eingerichteten „Luftschutzschule“ im Feuerwehrgebäude. Fliegeralarm wurde auch in Rodewisch ausgelöst. Über 500 Rodewischer fielen im Zweiten Weltkrieg.
Am 17. April 1945 sind amerikanische Truppen ins Vogtland vorgestoßen. Vor dem Zweiten Weltkrieg wurde zuletzt im Dreißigjährigen Krieg hier in größeren Schlachten gekämpft. Die Kämpfe um Rodewisch wurden ohne die örtliche Parteileitung der NSDAP durchgeführt. Diese hatte sich bereits nach Bayern abgesetzt. Auch in Kleinstädten wie Rodewisch wurde gehungert. Am 2. Mai 1945 schlugen Granaten in das Rathaus ein. Es gab einen Toten und mehrere Verwundete. SS-General Schörner hatte sich mit letzten Kämpfern auf dem Steinberg verschanzt, was amerikanische Truppen zum Artilleriebeschuss Rodewischs und Wildenaus von Treuen aus veranlasste. Erst am 6. Mai 1945, zwei Tage vor der bedingungslosen Kapitulation, rückten die Amerikaner in Rodewisch ein.

### Amerikanische und sowjetische Besatzung (1945–1949)
Auf der Krimkonferenz im Februar 1945, und damit schon vor Kriegsende in Rodewisch, wurde die finale Aufteilung Deutschlands besprochen, die bis zum Mauerfall 1989 Bestand haben sollte. Die seit Jahrhunderten nahezu unveränderte sächsische Südgrenze wurde damit zur Grenze zwischen Sowjetischer Besatzungszone (SBZ) und der späteren Tschechoslowakischen Republik; zwischen Bayern und Sachsen war die Grenze zwischen SBZ und Amerikanischer Zone. Die vereinbarten Grenzen waren allerdings nicht deckungsgleich mit den realen Besatzungsgrenzen bei Kriegsende. Rodewisch war zunächst von Amerikanern besetzt.
Die Amerikaner sprengten den Reichsadler auf dem Obelisken am Ehrenmal. Über Lautsprecheranlagen gaben die Amerikaner bekannt, dass das Verlassen des Stadtgebietes untersagt sei, die Bürger nicht mehr Fahrrad fahren dürften, Zivilpersonen über 16 ausweispflichtig wären, nur noch Lebensmittelgeschäfte öffnen dürften, eine Ausgangssperre von 19 bis 7 Uhr gelte; Schuss- und Stichwaffen, Photoapparate, Munition und Ferngläser abzugeben seien, das Freilassen von Tauben untersagt sei, Fernmeldeverkehr jedweder Art untersagt sein, unzensierte Zeitungen nicht gedruckt werden dürften, alle NS-Verbände und die NSDAP aufgelöst und deren Gesetze aufgehoben seien, deutsche Gerichts-, Unterrichts- und Erziehungsanstalten geschlossen seien und sich bis zum 12. Mai alle Angehörigen der Wehrmacht, der (Waffen-)SS, der SA, des Volkssturms und der NSDAP im Rathaus zu melden hätten. Das „Braune Haus“ und andere Gebäude wurden zur Bewältigung von Obdachlosigkeit und der Unterbringung Vertriebener und Flüchtlingen genutzt. Deutsche Einwohner wurden von den Besatzern in dieser Zeit gedemütigt.
Zwischen den besetzten Gebieten lag ein nur wenige Kilometer breiter unbesetzter Streifen. Dieser Streifen begann zwischen Rodewisch und Wernesgrün. Die Angst vor den Russen brachte viele Menschen an die Rodewischer Stadtgrenze. Außerhalb der Stadtgrenze lagerten so nach wenigen Tagen etwa 7000 Menschen, die von den hungerleidenden Rodewischern mitversorgt werden sollten. 4000 wurden in Rodewisch untergebracht. Illegal wurden gerade gelegte Kartoffeln wieder ausgegraben.
Die Amerikaner zogen sich am 29. Juni gen Bayern zurück; die Rote Armee rückte erst am 2. Juli nach. Die Flüchtlinge vor den Toren Rodewischs folgen den Amerikanern. Unter der Sowjet-Besatzung wurde ein Bremer KZ-Überlebender als neuer Polizeichef eingesetzt. Er wurde unter den Rodewischern gefürchtet. Erst nachdem er sich in die Amerikanische Besatzungszone absetzte wurde bekannt, dass er kein KZ-Überlebender, sondern ein KZ-Aufseher war. Durch Sowjets wurden etwa 1000 Zivilisten durch Rodewisch getrieben, 22 Rodewischer kamen dazu. 12 davon sollten nicht wiederkommen. Nach Ende des Krieges in Europa und dem Abwurf der Atombomben in Japan, wurde der Ost-West-Konflikt verschärft. Um auch eine Atombombe herstellen zu können, brauchte die Sowjetunion Uran, das zwar auch im Ural vorkommt, aber lieber im Erzgebirge abgebaut wurde. Auch in Rodewisch wurde radioaktives Grundwasser festgestellt, was zu Tiefbohrungen an zwei Stellen der Randsiedlung führte. Aufgerichtete Fördertürme wurden nutzlos: Das Grundwasser täuschte und nichts wurde gefunden. Die Lebensmittelrationen wurden nach und nach erhöht. Bis zu 1,5 kg Brot, 2 kg Kartoffeln, 150 g Fleisch, 100 g Zucker und je 75 g Fett und Nährmittel wurden Arbeitern pro Woche gewährt; Schwerarbeiter erhielten etwas mehr. Die Partei- und Organisationsmitglieder wurden erneut erfasst: 1170 NSDAP-Mitglieder, 200 HJ-Mitglieder, 400 BDM-Mitglieder und 900 Frauenschaftsmitglieder gab es.
| Gruppe                      | männlich | weiblich | gesamt                |
| --------------------------- | -------- | -------- | --------------------- |
| Einheimische                | 3353     | 5448     | 8801                  |
| Flüchtlinge und Vertriebene | 479      | 913      | 1392                  |
| Anstaltsgebiet              | 301      | 442      | 743, davon 556 Kranke |
| gesamt                      | 4.133    | 6.803    | 10.936                |

1945 kamen auf 141 Geburten 779 Sterbefälle. Hunger und Seuchen waren Gründe für die hohe Sterberate.
Auf Befehl der sowjetischen Besatzer wurden alle Vereine liquidiert und die allermeisten Unterlagen wurden abgegeben und sind heute nicht mehr auffindbar.

### Sozialismus (1949–1989)

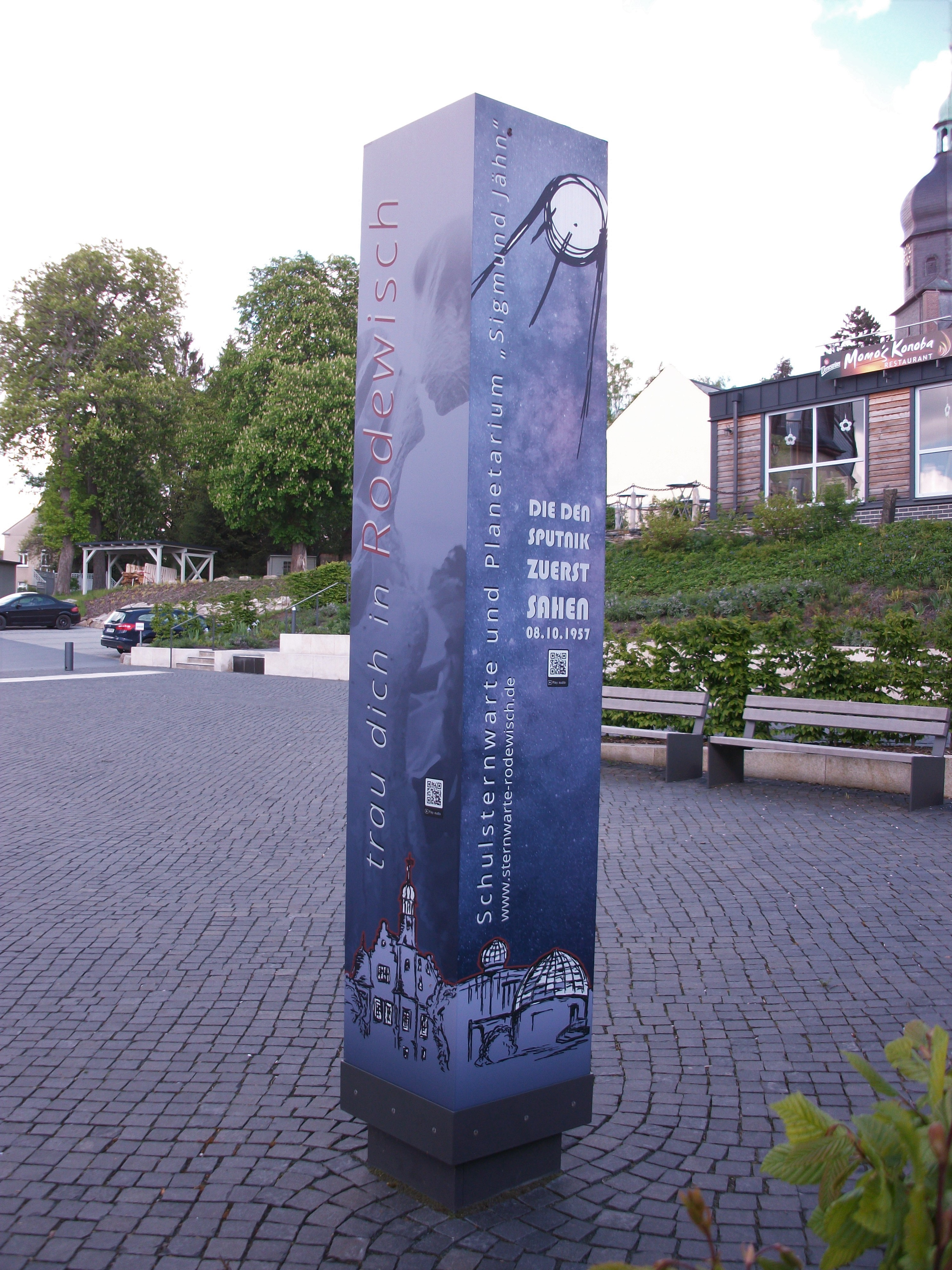
Die den Sputnik zuerst sahen – Der Titel eines DEFA-Kurzfilms zu den Entdeckungen aus Rodewisch

Nachdem am 7. Oktober 1949 die DDR aus der SBZ hervorging, wurde Rodewisch Teil des Landkreises Auerbach im Land Sachsen. Im Zuge der Verwaltungsreform vom 25. Juli 1952 wurde der reformierte Kreis Auerbach dem neu geschaffenen Bezirk Chemnitz zugeordnet. Der Bezirk Chemnitz hieß von Mai 1953 an bis Juni 1990 Bezirk Karl-Marx-Stadt. 1958 wurden die Lebensmittelkarten aufgehoben. In Rodewisch wurden 4 LPGen gegründet.
In den Folgejahren verfielen auch in Rodewisch viele Häuser aus der Gründerzeit des Kaiserreiches, in anderen ließen sich Textilfabriken nieder. 1960 erreichte die Rodewischer Bevölkerungszahl mit 12.828 Einwohnern ihren Höhepunkt. In den folgenden Jahrzehnten setzte ein Schrumpfen der Einwohnerzahl ein. In der DDR war 9706 die Postleitzahl der Stadt Rodewisch.
1950 wurde die Schulsternwarte auf dem Schulturm übergeben. An der Schulsternwarte Rodewisch wurde die Trägerrakete des bzw. der Satellit Sputnik 1 selbst am 8. bzw. 13. Oktober 1957 erstmals weltweit mit Hilfe eines Fernglases beobachtet.
1961 bis 1962 wurde das „Rodewischer Schlößchen“ saniert, 1982 wurde die mittlerweile abgerissene Rodewischer Mittelschule „Otto Löscher“ eingeweiht. Zum Ende des Schuljahres 2005/06 wurde sie geschlossen.
Auch im Vogtland kam es 1989 zu Demonstrationen. Die 40-Jahr-Feier der DDR in Auerbach war nur spärlich besucht. In derselben Zeit wurde an das Gebäude des „Café Lenk“ unter den Schriftzug „DDR 40“ ein großer Pfeil Richtung Kellerfenster gemalt. Die Stasi ermittelte.

### Von der Wiedervereinigung bis zur Gegenwart
Rodewisch gehörte im neu gegründeten Freistaat Sachsen bis Ende 1995 weiterhin dem nun umbenannten Landkreis Auerbach an, bis dieser zum Jahresbeginn 1996 im Vogtlandkreis aufging. In diese Zeit fallen auch die Eingemeindungen Rützengrüns am 1. Juli 1992 und Röthenbachs am 1. März 1994. Nur durch diese Eingemeindungen stieg die Bevölkerungszahl der Stadt in den 90er-Jahren kurzzeitig an. Bis heute fällt die Bevölkerungszahl stetig.
2001 bis 2004 erhielt die Stadt den Neubau des Beruflichen Schulzentrums für Wirtschaft. Von 2001 bis 2008 wurde das Klinikum Obergöltzsch erweitert, von 2004 bis 2008 wurde das örtliche Gymnasium generalsaniert.

2011 wurde der 600. Jahrestag der Ersterwähnung der Stadt gefeiert.

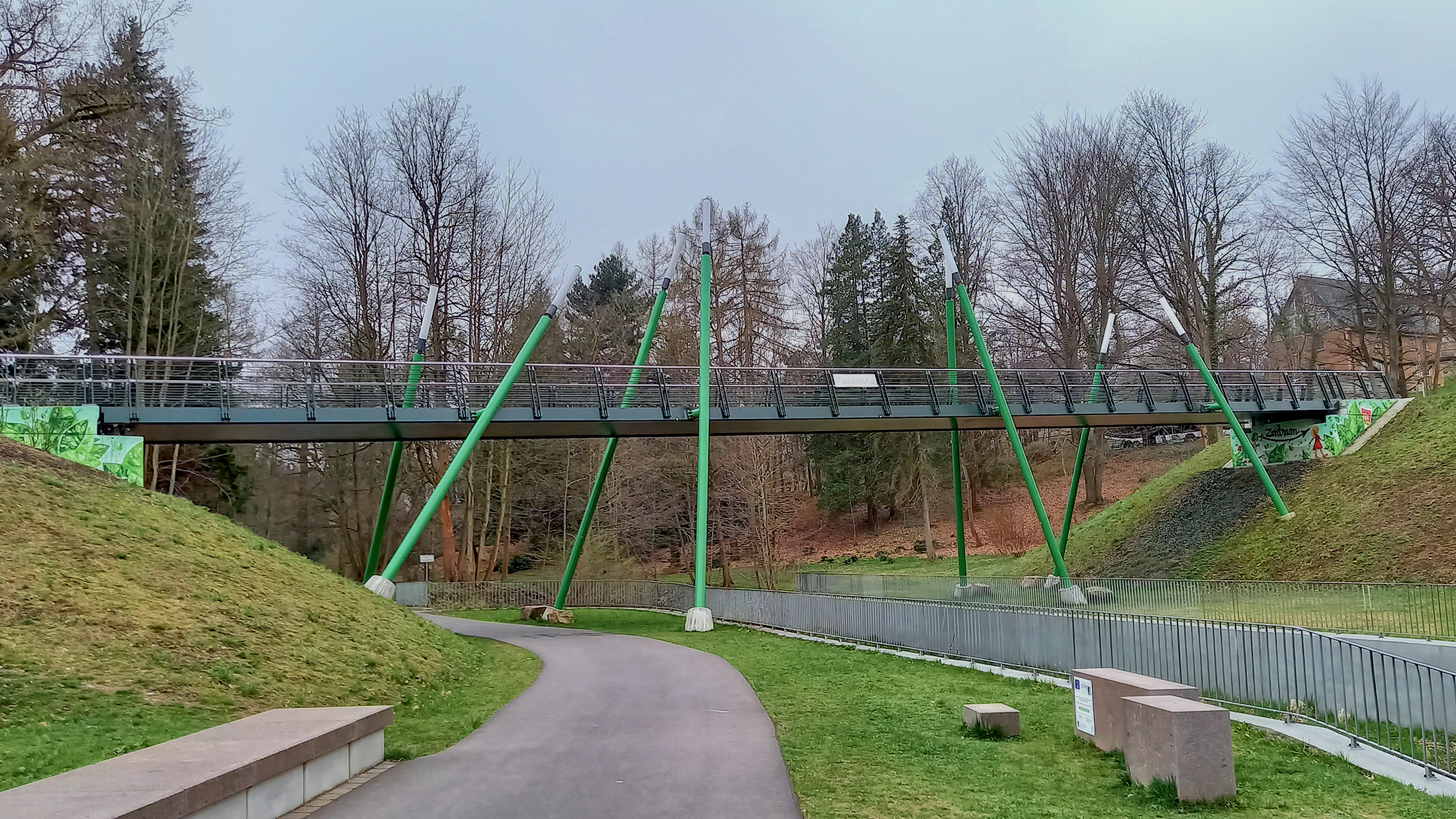
Die 2020 eingeweihte Parkbrücke

2012 wurde die heutige Bürgermeisterin Kerstin Schöniger gegen drei Mitbewerber zur Nachfolgerin von Erhard Meier gewählt. In den letzten Jahren – unter Schöniger und auch ihren Vorgängern – wurden viele Häuser in der Innenstadt und Straßen und Plätze renoviert. Das betrifft im Besonderen den Postplatz. Dieser wurde u. a. neu gepflastert und es wurde vom oberen Postplatz, dem ehemaligen Standort des Hotel Rudolph, eine Treppe zum Vorplatz der örtlichen St.-Petri-Kirche gebaut. Das ehemalige namensgebende Postgebäude wurde vor dem Verfall gerettet und zum Wohnhaus umgebaut. Auch Grünanlagen wurden hergerichtet. Im Stadtpark wurde die alte Rißbrücke abgerissen und eine neue Parkbrücke errichtet. 2022 wurde auch der Busbahnhof saniert. Unter Schöniger wurde aber auch das Rodewischer Museum, in dem Exponate aus der jahrhundertelangen Industriegeschichte des Niederauerbacher Messingwerkers und Grabungsfunde von 1937/38 ausgestellt wurden, geschlossen. Auch die Kirmes wurde demontiert und durch ein Park- und Inselfest ergänzt. Dadurch blieben Schausteller einem der größten Volksfeste im Göltzschtal fern. Im Herbst 2022 wurde bekannt, dass die traditionelle Kirmes auf dem Anger nicht mehr stattfinden wird. Auch der lange Zeit kaum veränderte Ablauf des Kirmeswochenendes wird verändert. Die Infrastruktur für die Schausteller ist an der Schloßinsel und im Park nicht vorhanden. Ob das Auskegeln des Roten Wischs, das an die Sage Rodewischs und die Kegelkultur im Ort erinnert, wieder stattfindet, ist unklar. Das Auskegeln das Roten Wischs ist mindestens seit 1859 als Tradition belegt. Auf der Rodewischer Schloßinsel befand sich bis 2021 über 40 Jahre eine Weihnachtspyramide. Da die Figuren u. a. nicht diebstahlsicher befestigt waren und der Motor defekt war, wurde der Betrieb 2022 eingestellt. Bürgermeisterin Schöniger dazu: „Es war eine schöne Zeit. Aber das ist jetzt vorbei.“ Über den Verbleib der Pyramide ist nichts bekannt.

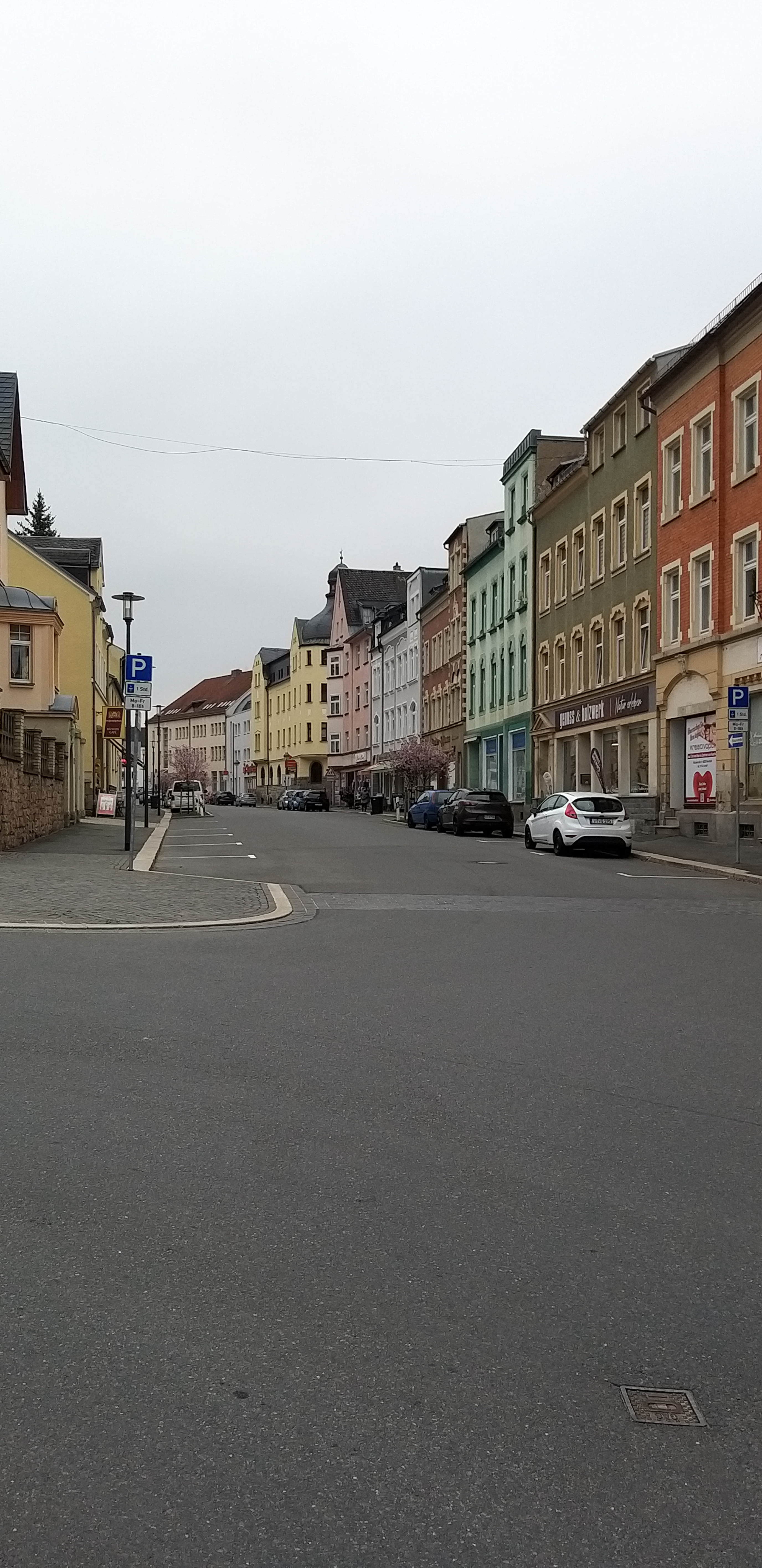
Auerbacher Straße in Richtung Auerbach
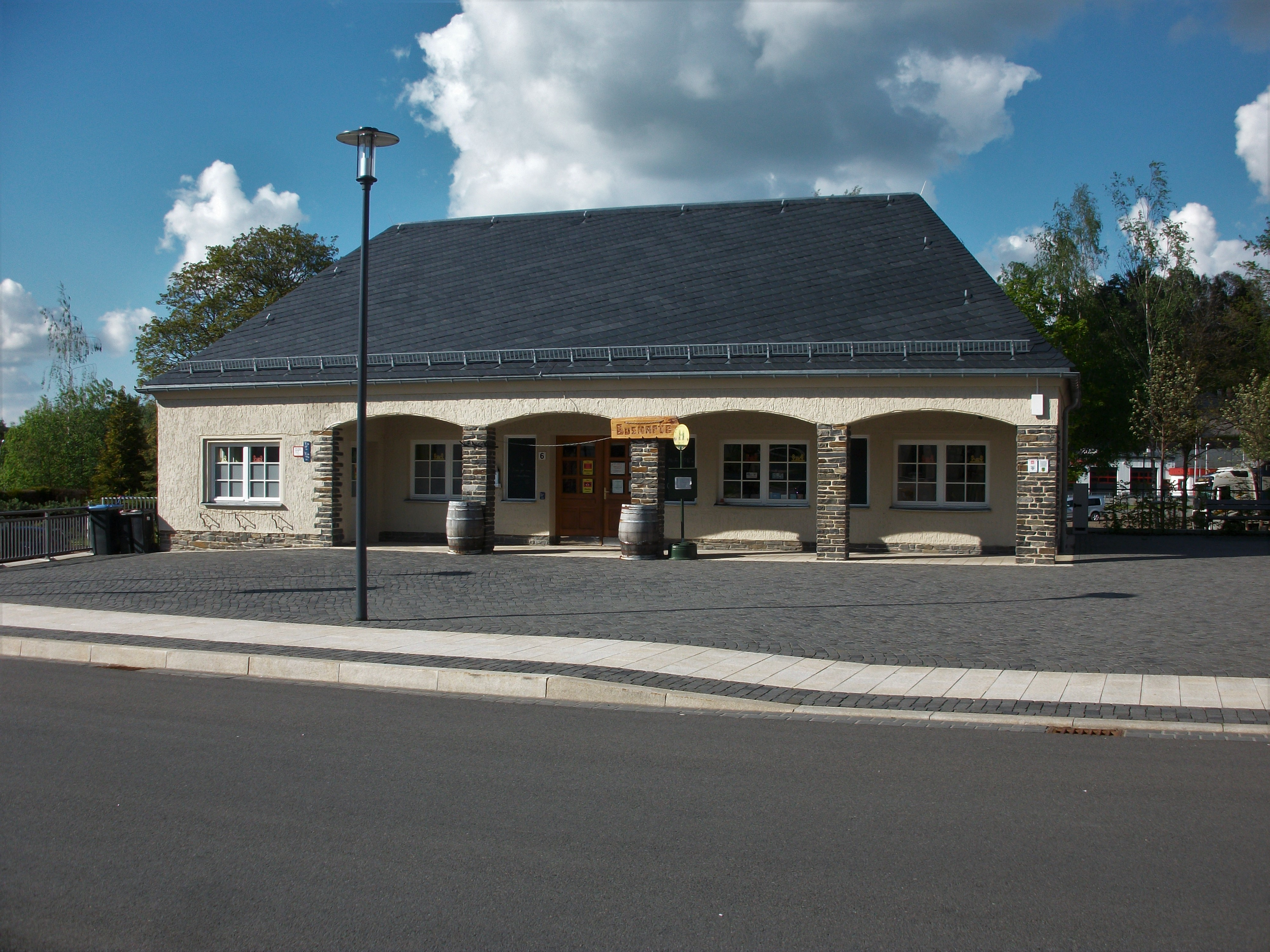
Alte Buswarte am Postplatz Rodewisch
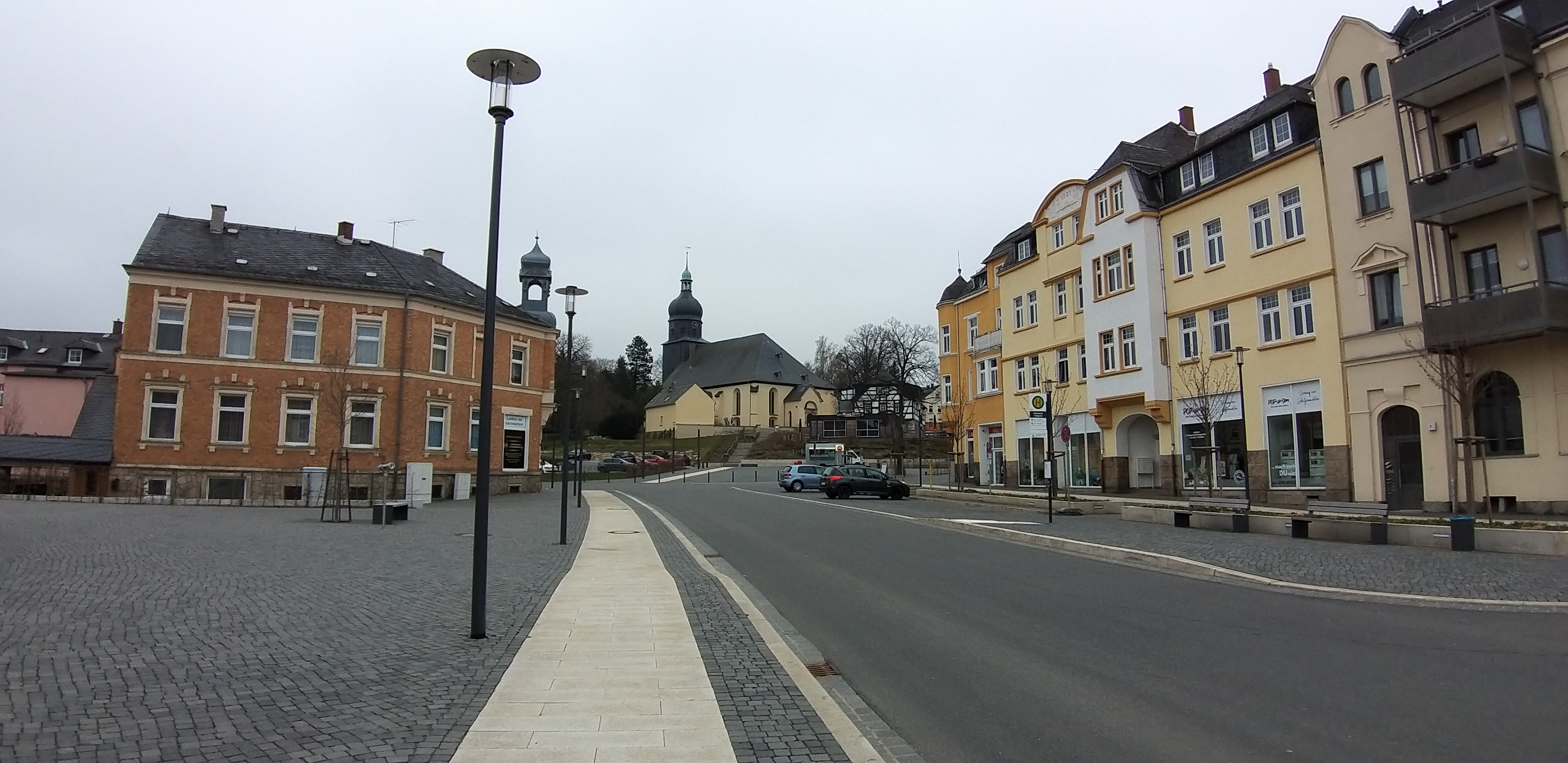
Neuer Postplatz und Treppe zur Kirche
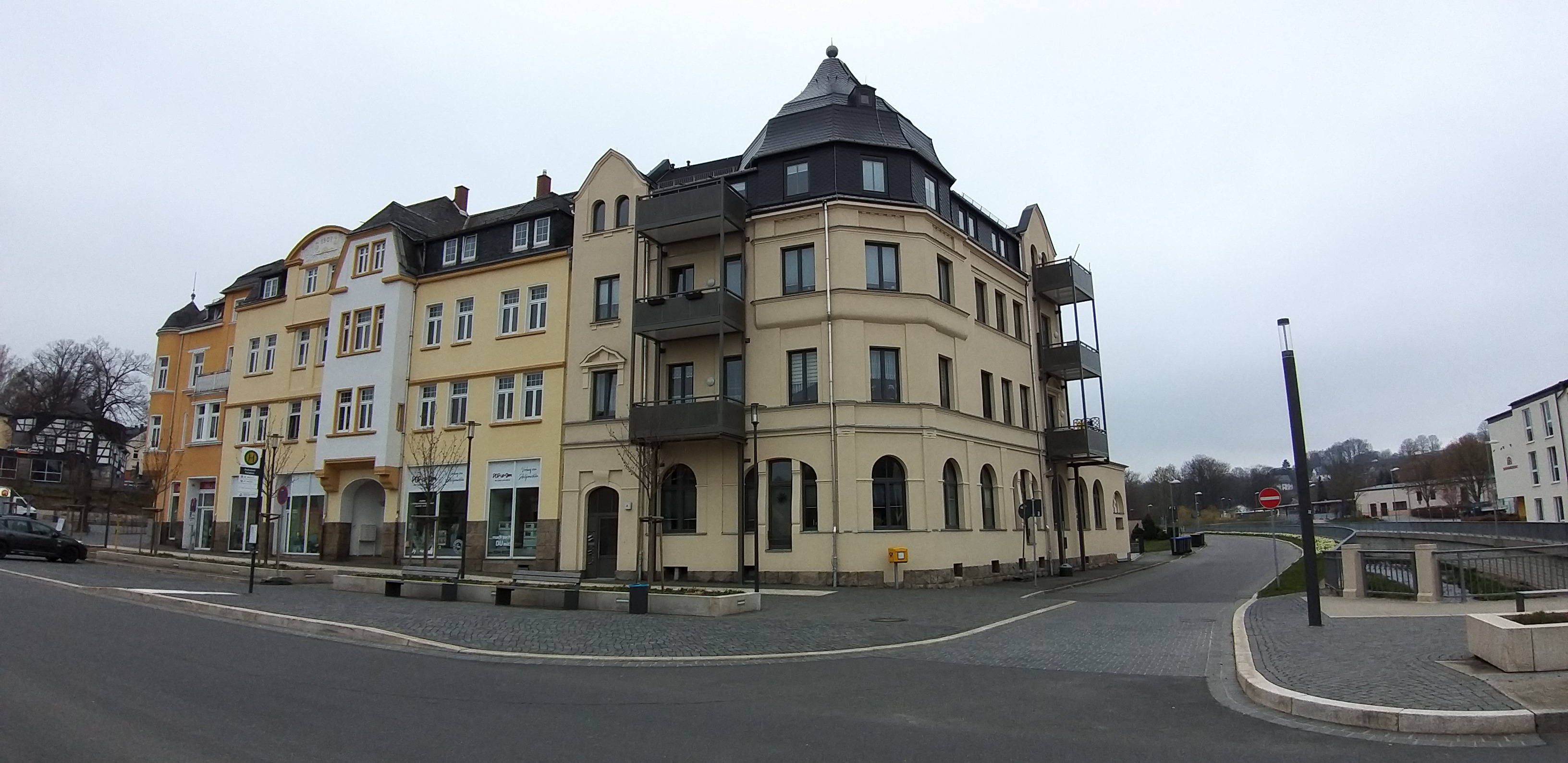
Renovierte Alte Post

1997 wurde Rodewisch Mitglied im Mittelzentralen Städteverbund Göltzschtal. In einer Unterschriftensammlung wandten sich so viele Rodewischer gegen eine Fusion der vier beteiligten Kommunen, dass das Thema zunächst vom Tisch war. Ins Feld geführt wird dabei unter anderem die Misere um das Waldbad Brunn, das anstatt eines neuen Bades an der Stelle des mittlerweile abgerissenen Freibads an der Schloßinsel errichtet wurde. Trotz Unterstützung für den Standort Rodewisch durch den Auerbacher Landrat Dr. Eichler, den Staatssekretär im Kanzleramt, Dr. Wieczoreck und weitere Lokalpolitiker wurde ein „Freizeitzentrum Göltzschtal“ nicht umgesetzt. Ab 1994 nahm Auerbach den Ausbau des Brunner Waldbades in Angriff und setzte sich so wieder einmal gegen Rodewisch durch. Bereits unter Bürgermeister Otto Pfeifer, der von 1910 bis 1942 die Geschicke der Stadt lenkte, war der Gegensatz zwischen den Städten bekannt. Ab 2023 wird die Lohnbuchhaltung der Stadt durch Auerbach geführt. Das gilt als Schritt in Richtung einer sogenannten „Göltzschtalstadt“, gegen die sich viele Bürger bereits – bisher erfolgreich – gewehrt haben.

## Entwicklung der Einwohnerzahl und statistische Betrachtungen

### Einwohnerzahl
Angaben ab 1960 zum Stichtag 31. Dezember
Die Zahlen umfassen ggf. die einzelnen Daten der drei ehemaligen Ortsteile. 1992 bzw. 1994 kamen Röthenbach und Rützengrün hinzu.
| 1531: | 0531  |
| 1542: | 0400  |
| 1557: | s. u. |
| 1576: | 0486  |
| 1589: | 0498  |
| 1661: | 0678  |
| 1724: | 0900  |
| 1806: | 2500  |
| 1834: | 2643  |
| 1840: | 2660  |
| 1844: | 2928  |
| 1859: | 3217  |
| 0     |       |
| 0     |       |
| 0     |       |

| 1871: | 03.455   |
| 1875: | 03.606   |
| 1880: | 03.985   |
| 1885: | 04.323   |
| 1890: | 04.630   |
| 1895: | 05.933   |
| 1900: | 07.143   |
| 1904: | 07.585   |
| 1905: | 08.097   |
| 1910: | 09.494   |
| 1913: | 10.754 / |
|       | 11.388   |
| 1914: | 11.329   |
| 1918: | 08.081   |
| 1924: | 10.417 / |

| 1924: | 10.384   |
| 1925: | 10.572   |
| 1933: | 10.986 / |
|       | 11.192   |
| 1936: | 11.261   |
| 1939: | 11.261 / |
|       | 11.237   |
| 1945: | 08.832 / |
|       | 10.936   |
| 1946: | 10.958   |
| 1950: | 10.860   |
| 1960: | 12.828   |
| 1964: | 10.584   |
| 1971: | 10.196   |
| 1981: | 09.513   |

| 1990: | 8.048 / |
|       | 8.715   |
| 1992: | 8.390   |
| 1994: | 8.625   |
| 1998: | 8.241   |
| 1999: | 8.105   |
| 2000: | 7.904   |
| 2001: | 7.793   |
| 2002: | 7.762   |
| 2003: | 7.670   |
| 2004: | 7.654   |
| 2005: | 7.562   |
| 2006: | 7.439   |
| 2007: | 7.366   |
| 2008: | 7.235   |

| 2009: | 7.065 |
| 2010: | 6.928 |
| 2011: | 6.750 |
| 2012: | 6.723 |
| 2013: | 6.661 |
| 2014: | 6.529 |
| 2015: | 6.485 |
| 2016: | 6.466 |
| 2017: | 6.467 |
| 2018: | 6.372 |
| 2019: | 6.387 |
| 2020: | 6.365 |
| 2021: | 6.272 |
| 2022: | 6.470 |
| 2023: | 6.417 |

Einwohnerentwicklung der Stadt seit 1542 und seit 2000.
1557 lebten in Rodewisch 34 besessene Mann und 6 Inwohner. 1925 lebten im Ort 9.249 Lutheraner, 126 Katholiken, 7 Juden, 6 evangelisch-reformierte und 316 anders- oder nichtgläubige. Von den 6.470 Einwohnern (2023) waren 3.138 männlich und 3.332 weiblich. 318 lebten in Rützengrün und 285 in Röthenbach. Die Einwohnerentwicklung ist dort zu sehen.
Datenquelle bis 1724: Kirchenbuch der Gemeinde; Daten 1806, 1840, 1844, 1875, 1890, 08.05.1924, 1933, 1936, 1939, 03.11.1945, 1990, 1992 und 1994: Rodewischer Chronik; Quellen: 1859, 1871, 1880, 1885, 1890/1925/1946/1964, 1895, 1904, 1905,1913; Datenquelle ab 1998: Statistisches Landesamt Sachsen, 1531, 1913, 1914, 1918, 1924 (1), 1933, 1945 (1), 1990 (1) Festschrift zum 100. Jubiläums des Stadtrechts, Datenquelle 2011: Standesamt-Statistik des Jahres 2011, Amtsblatt der Stadt Rodewisch, 23. Jahrgang, Nr. 1/2012 vom 27. Januar 2012. Datenquelle 2010 bis 2022: Einwohnerzahlen im Bereich „Aktuelles & Stadtporträt“ auf der Internet-Seite der Stadt Rodewisch Die Zahlen ab 2010 können von der Zahl im Infokasten abweichen, da ggf. Zweitwohnsitze etc. einbezogen werden.
1910 war Rodewisch die an Einwohnern drittstärkste Kommune in der Amtshauptmannschaft Auerbach.
| Altersstufe     | 0–9 | 10–14 | 15–24 | 25–34 | 35–44 | 45–54 | 55–64 | 65–74 | über 75 |
| --------------- | --- | ----- | ----- | ----- | ----- | ----- | ----- | ----- | ------- |
| Personen (2021) | 461 | 234   | 452   | 517   | 712   | 833   | 1.077 | 923   | 1.152   |
| Personen (2014) | 449 | 267   | 429   | 705   | 721   | 1.139 | 1.087 | 947   | 906     |
| Personen (2007) | 491 | 217   | 887   | 735   | 1.082 | 1.127 | 1.033 | 1.071 | 796     |
| Personen (2003) | 468 | 331   | 973   | 736   | 1.196 | 1.151 | 1.077 | 987   | 751     |

Die Tabelle zeigt, dass die Gesellschaft insgesamt älter wird, weil die Mortalitäts- die Natalitätsrate übersteigt. Zudem wird der für ländliche Regionen typische Bevölkerungsrückgang deutlich.
| 1589 | 1639 | 1689 | 1739 | 1789 | 1838 | 1889 | 1898 |
| ---- | ---- | ---- | ---- | ---- | ---- | ---- | ---- |
| 17   | 27   | 35   | 68   | 88   | 147  | 228  | 305  |

### Weitere Statistiken
In Rodewisch gab es zum 31. Dezember 2020 1776 Wohngebäude, darunter 1390 mit nur 1 oder 2 Wohnungen. In Rodewisch gab es insgesamt 4006 Wohnungen. Es gab 129 Einraumwohnungen, 218 Zweiraumwohnungen, 980 Dreiraumwohnungen, 1244 Vierraumwohnungen, 819 Fünfraumwohnungen, 368 Sechsraumwohnungen und 248 Mehrraumwohnungen. Der Kfz-Bestand zum 1. Januar 2021 belief sich auf insgesamt 5217, darunter 4114 PKW und 411 Krafträder.
Sozialversicherungspflichtig beschäftigt (am Arbeitsort) waren zum 30. Juni 2020 3367 Personen (1443 Männer und 1924 Frauen); sozialversicherungspflichtig beschäftigt (am Wohnort) waren 2413 Personen (1231 Männer und 1182 Frauen).

## Erinnerungskultur

### Kriege
| Deutsch-Französischer Krieg | 1                                               |
| Erster Weltkrieg            | 267 nachweislich Gefallene, insg. 280 oder 281  |
| Zweiter Weltkrieg           | 586, exklusive 30 Bürger während des Beschusses |

Gedenkstätten zu Ehren im Krieg Gefallener
- Denkmal an der Parkbrücke mit der Aufschrift „Den Opfern von Gewaltherrschaft“
- Gedenktafel für die Opfer der Euthanasie an der Sporthalle des Sächsischen Landeskrankenhauses
- Gedenktafel und Mahnmal auf dem Friedhof des Landeskrankenhauses für Soldaten, deren Grablagen nicht mehr bekannt sind. Dieses Ehrenmal wurde von den drei Rodewischer Militärvereinen errichtet, nachdem die Stadt keines erbaute.[56]
- Gedenktafel der im 1. Weltkrieg gefallenen Mitglieder des Naturheilvereins Rodewisch mit namentlicher Nennung
- Gedenkstein und – tafel der in den beiden Weltkriegen Gefallenen, Vermissten und in Gefangenschaft Umgekommenen am oberen Postplatz
- Grabstein für einen gefallenen unbekannten KZler auf dem Friedhof

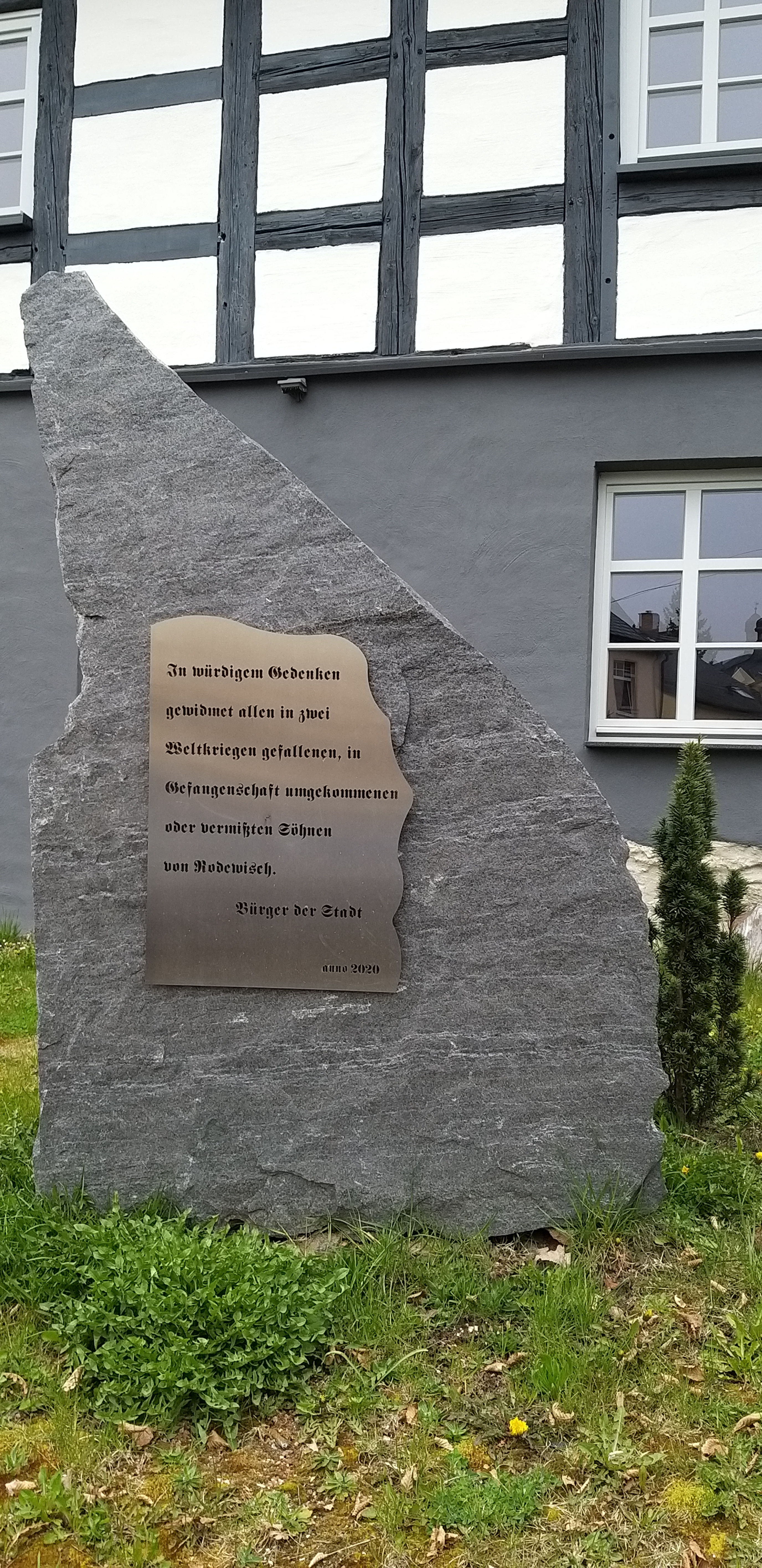
Gedenktafel am Postplatz
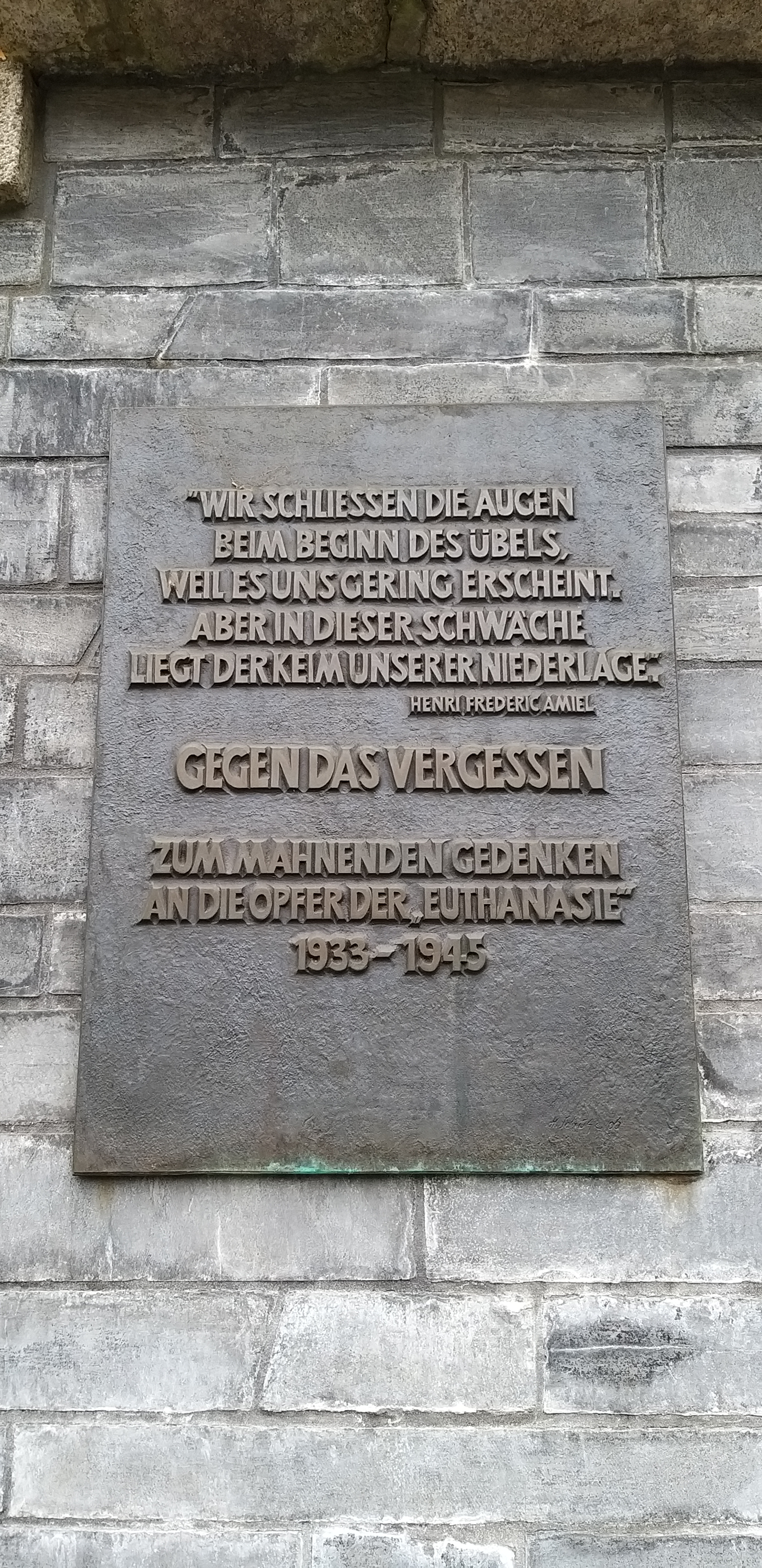
Gedenktafel für die Opfer der Euthanasie
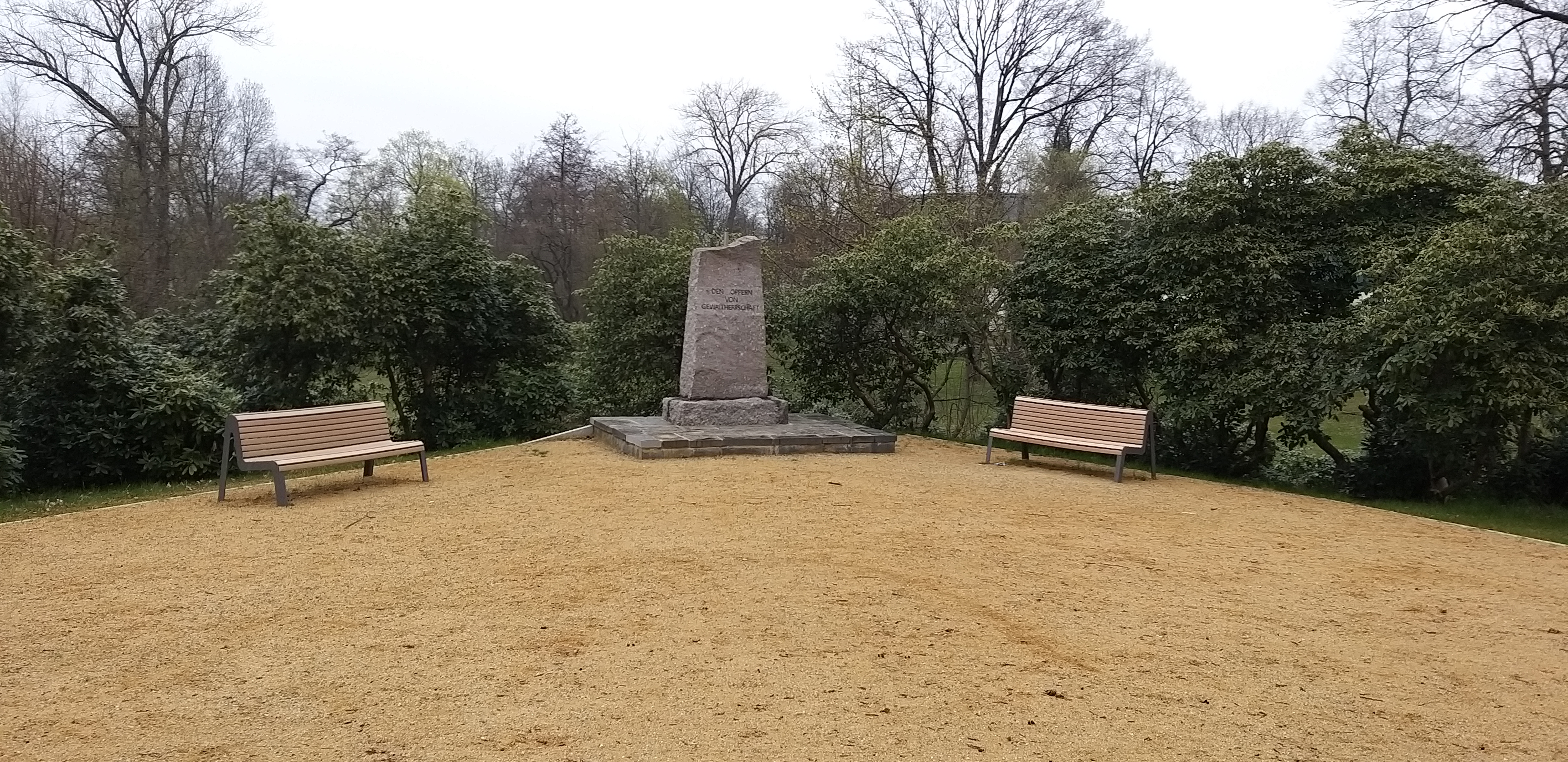
Denkmal an der Parkbrücke
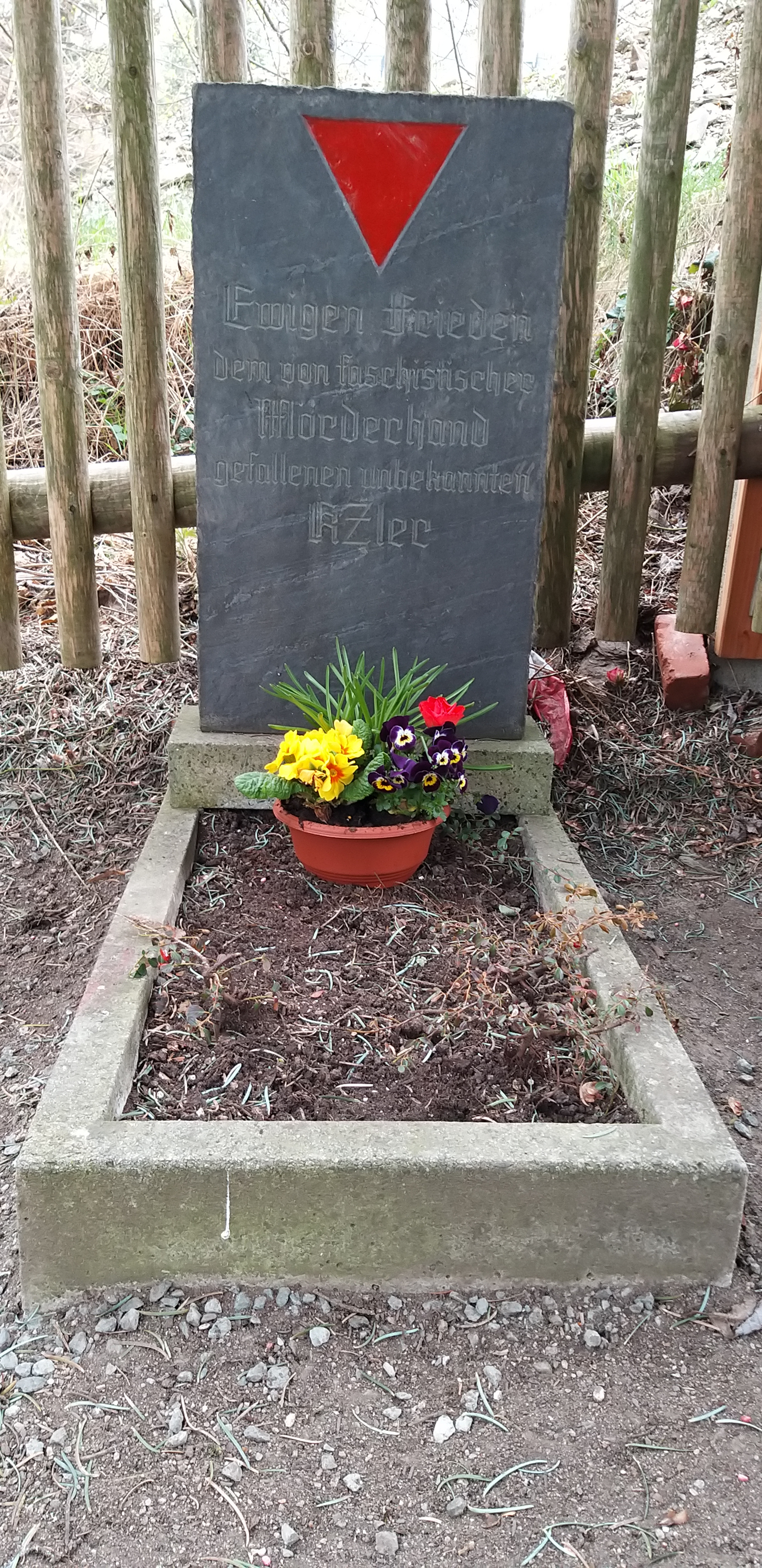
Gedenkstein für KZler auf dem Friedhof
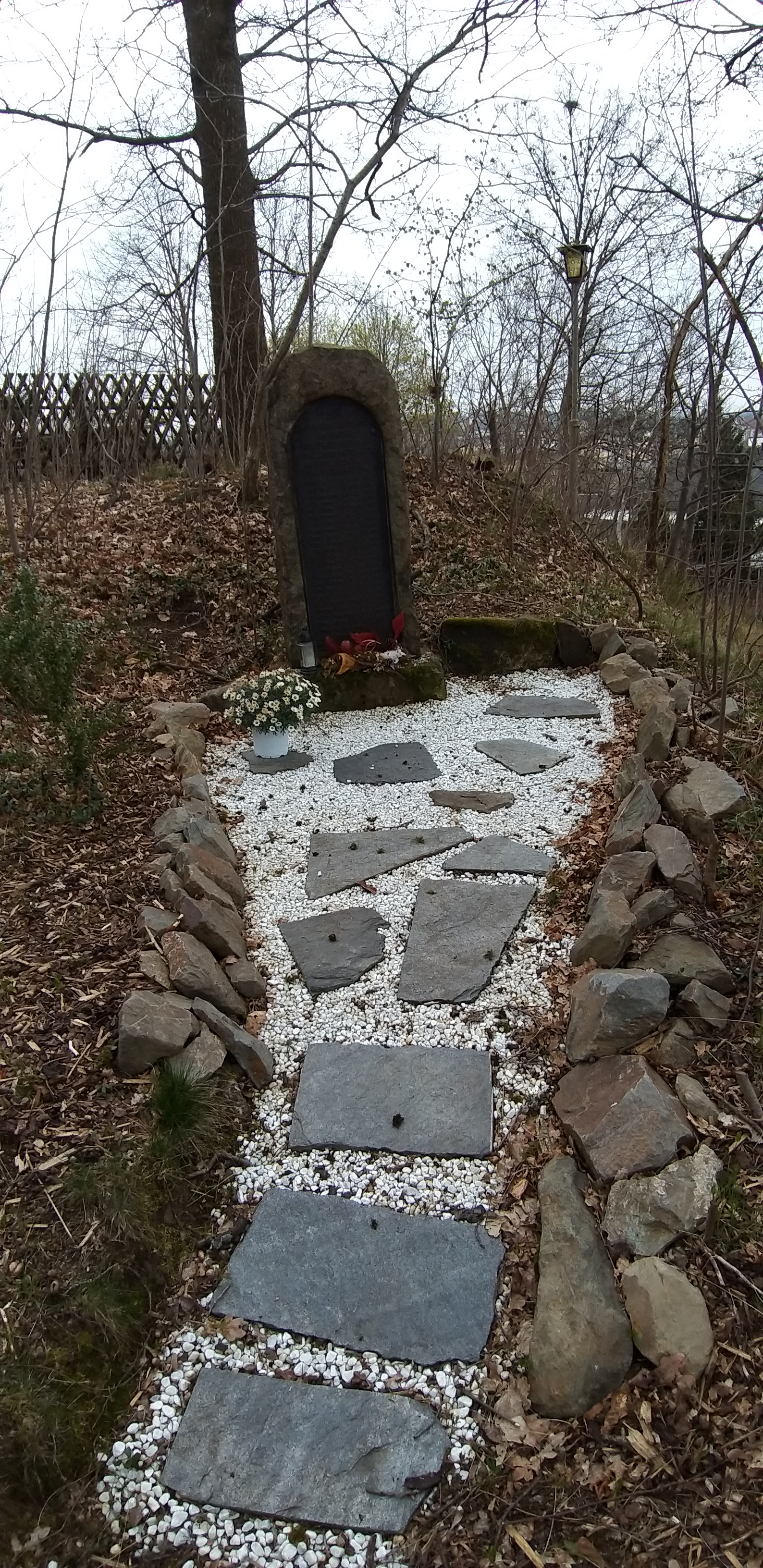
Gesamtansicht der Tafel am Naturheilverein
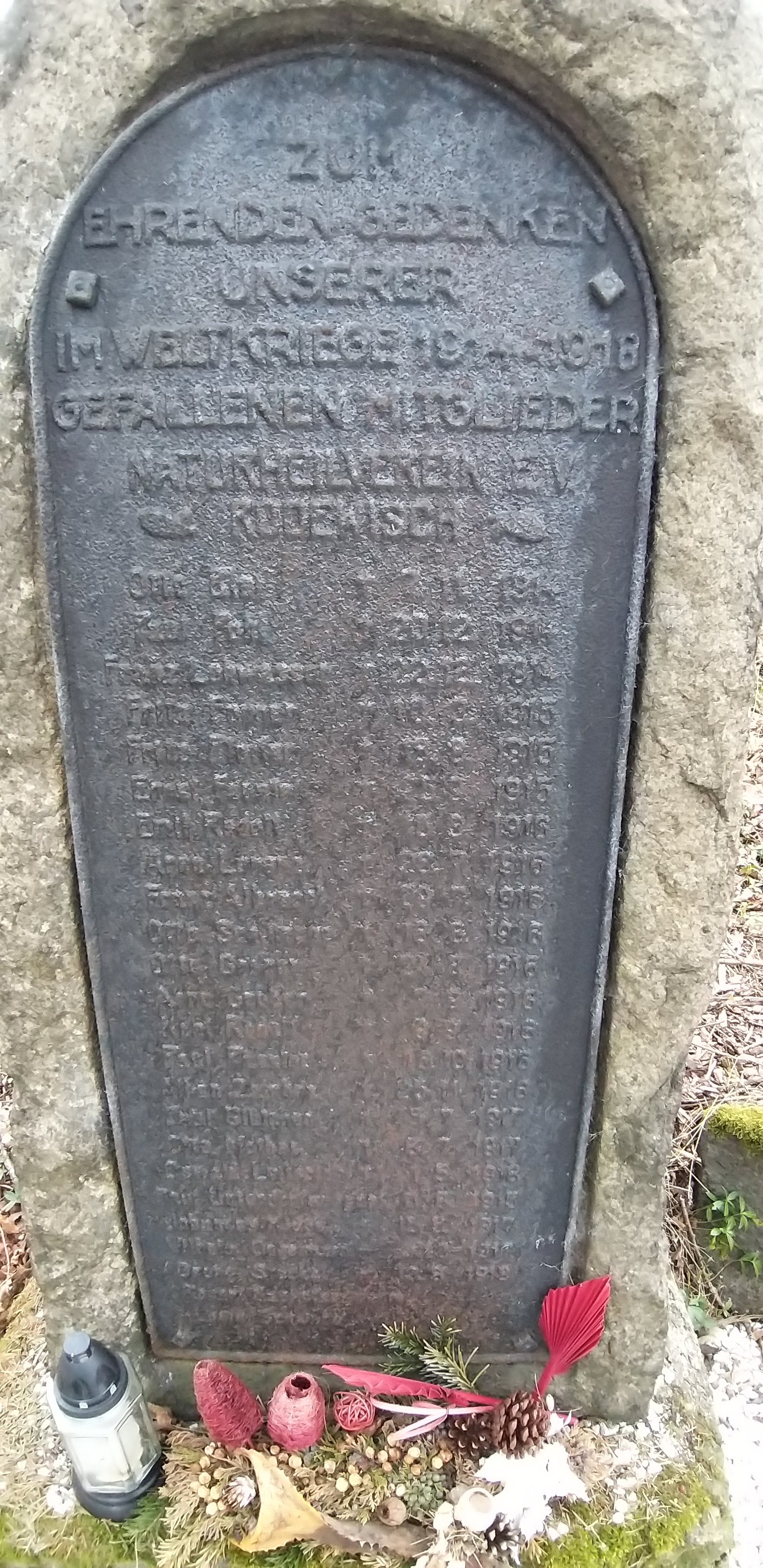
Tafel des Gedenksteins
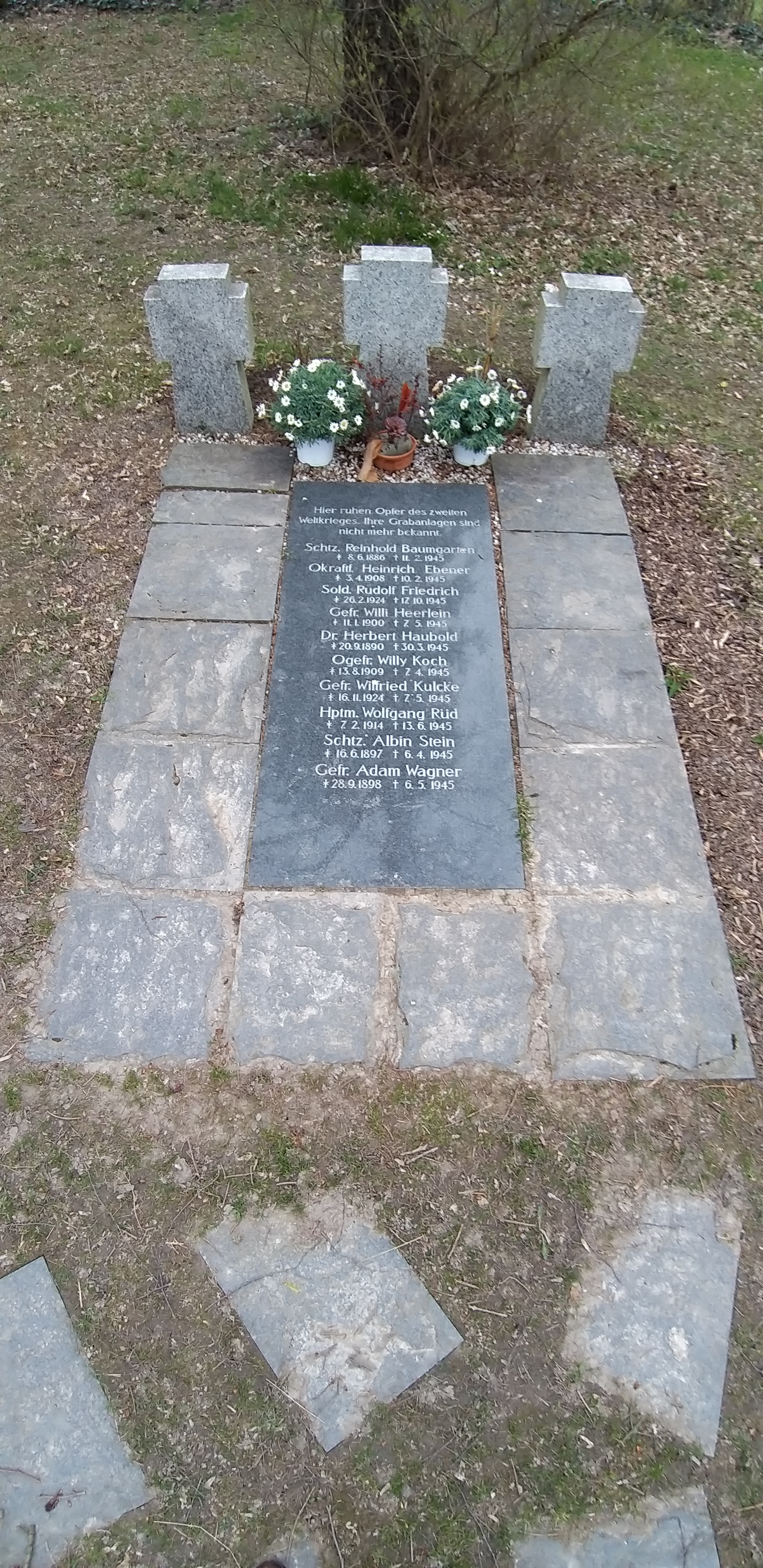
Grabanlage auf dem Friedhof des Landeskrankenhauses
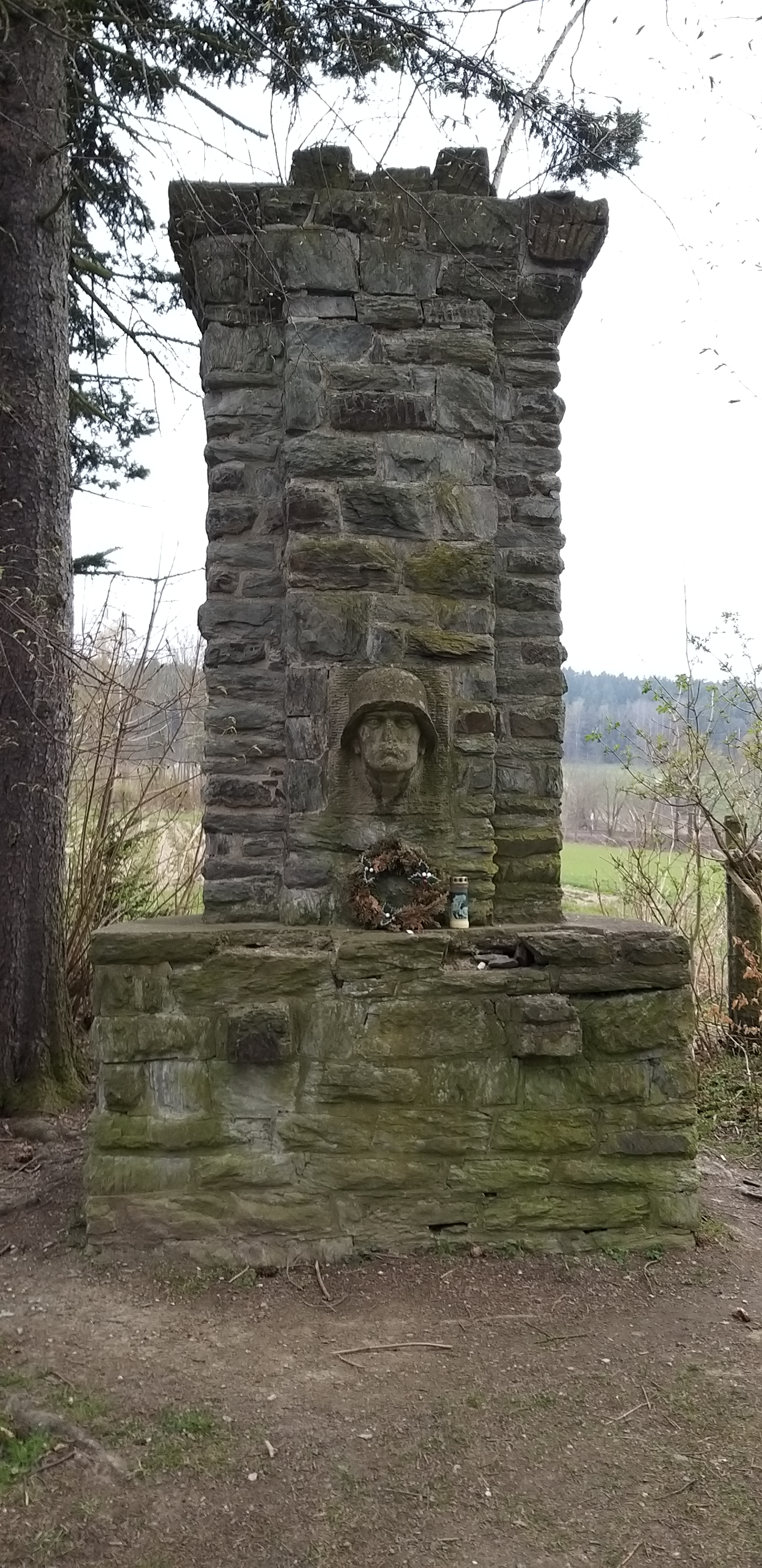
Mahnmal am Krankenhaus

- Weiterhin existierte an der Kreuzung der Auerbacher Straße mit der Schulstraße ein Denkmal zu Ehren der bismarckschen Reichseinigung und -gründung am 18. Januar 1871. Da auch eine Gedenktafel für den Rodewischer Gefallenen Karl Weiß († 3. Dezember 1870 vor Paris) angebracht war, wurde es umgangssprachlich zum „Kriegerehrenmal“. Militärvereine hielten hier ihre Kundgebungen ab.[48] Es wurde mittlerweile abgerissen.

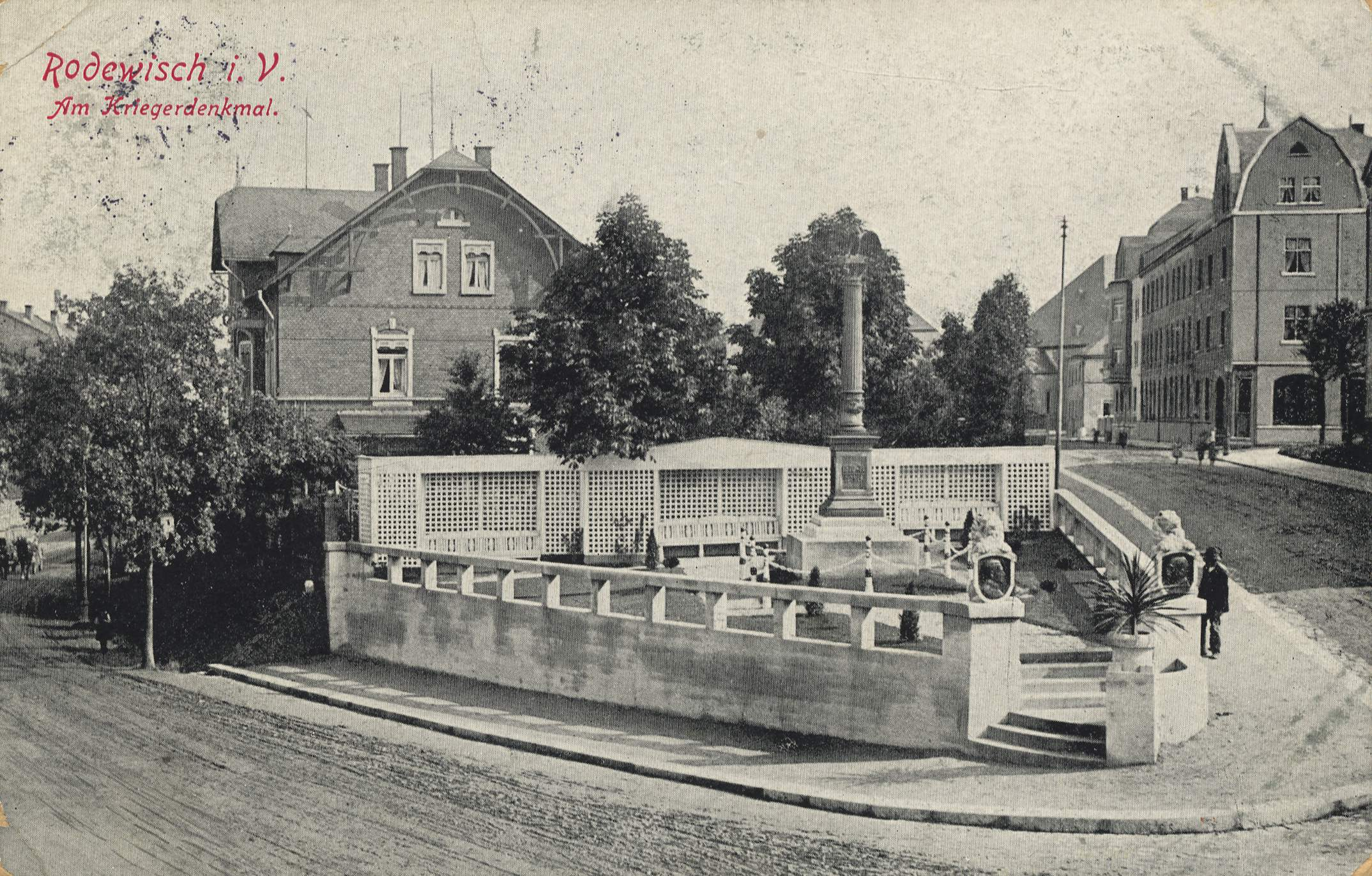
Am Kriegerdenkmal – Ecke Auerbacher Straße/Schulstraße (1912)

### Denkmale in Rodewisch

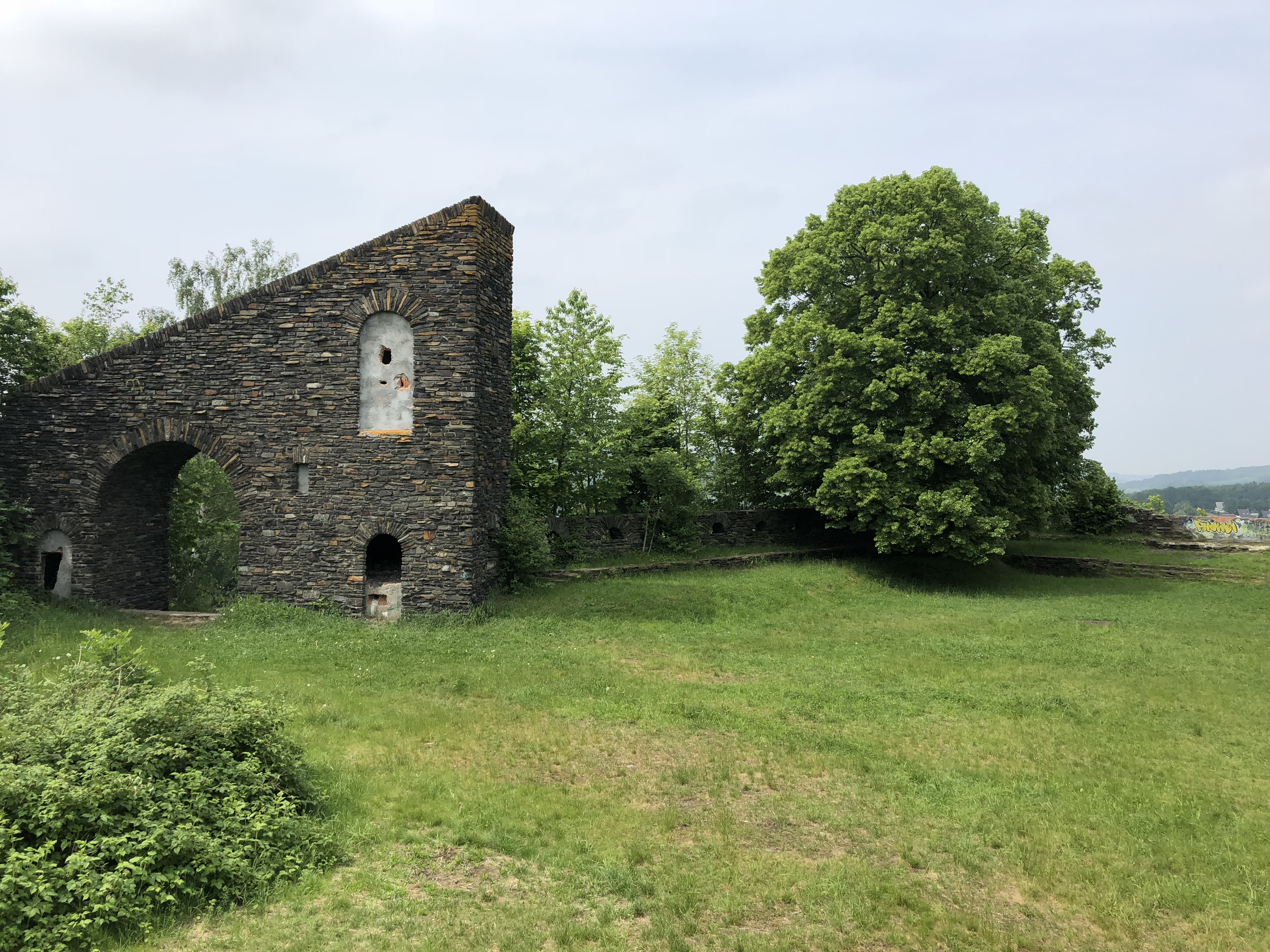
Ehrenmal von Innen, ausgebesserte Stelle am rechten Bildrand

- Das Ehrenmal: Ebenfalls in Erinnerung an einen Krieg geplant, aber nie fertiggestellt und geweiht, ist das sogenannte „Ehrenmal auf der Rützengrüner Höhe“, das 1937 von der Stadt geplant wurde, um der Opfer des Ersten Weltkrieges zu gedenken. Mit dem Ausbruch des Zweiten Weltkrieges wurde der Bau unterbrochen. Nach dem Krieg wurde der Bau kurzzeitig als „ODF-Denkmal“ (ODF steht für Opfer des Faschismus) genutzt, aufgrund seiner Geschichte aber bald wieder anderweitig verwendet. Bis heute verfällt das Denkmal sukzessive. Ein Teil der Mauer wurde mit heute üblichen Hohlziegeln ausgebessert. Ein Obelisk mit aufgesetztem Reichsadler wurde von amerikanischen Truppen (Rodewisch war zunächst amerikanisch besetzt) 1945 gesprengt.[56][57] Das Denkmal ist ein Kulturdenkmal Rodewischs.
- Vom ehemaligen Messingwerk in Niederauerbach ist nur noch ein Essenstumpf übrig. Eine Tafel ist angebracht. Siehe dazu auch: Messingwerk Niederauerbach
- An der Einfahrt zum Hellweg-Baumarkt befindet sich eine weitere Tafel mit folgender Aufschrift: „An dieser Stelle befand sich bereits im Jahre 1520 ein Eisenhammer-Werk, welches Anno 1603 nach Erhalt des Privilegs zur alleinigen Messingherstellung in Kursachsen durch den Floßmeister Peter Ficker in ein Messingwerk umgewandelt wurde. [...]“ Es folgt eine Beschreibung der Darstellung auf der Erinnerungsstätte.
- Denkmal in Erinnerung des Wendeherbstes 1989 vor dem Ärztehaus an der Ecke Auerbacher Straße/Dr.-Goerdeler-Straße. Die beiden metallenen Schirme stehen für die alten (größerer) bzw. neuen (kleinerer Schirm) Bundesländer.[56]